# Torneo Federal A 2021
El Torneo Federal A 2021 fue la novena edición del certamen, perteneciente a la tercera categoría para los clubes indirectamente afiliados a la AFA. Tomaron parte treinta y una instituciones, de las treinta y dos habilitadas, ya que San Martín, de Formosa, se vio obligado a renunciar por las restricciones sanitarias relacionadas con la pandemia de covid-19 vigentes en su provincia. Los equipos se dividieron en dos zonas de quince y dieciséis integrantes, respectivamente.
Los nuevos participantes fueron los cuatro equipos ascendidos del Torneo Transición Regional Federal Amateur 2020-21: Ciudad de Bolívar, de San Carlos de Bolívar; Gimnasia y Tiro, de Salta; Independiente, de Chivilcoy; y Racing, de Córdoba.
El campeón y primer ascendido a la Primera Nacional fue Deportivo Madryn. El ganador del segundo ascenso fue Chaco For Ever.

## Ascensos y descensos

### Equipos salientes
| Descendidos del Torneo Federal A 2020 |
| ------------------------------------- |
| No hubo                               |

| Posición  | Ascendidos a la Primera Nacional 2021 |
| --------- | ------------------------------------- |
| Campeón   | Güemes                                |
| Gan. Rev. | Deportivo Maipú                       |

### Equipos entrantes
| Posición        | Ascendidos del TRFA 2020-21 |
| --------------- | --------------------------- |
| Primer ascenso  | Ciudad de Bolívar           |
| Segundo ascenso | Gimnasia y Tiro (S)         |
| Tercer ascenso  | Independiente (C)           |
| Cuarto ascenso  | Racing (C)                  |

| Descendidos de la Primera Nacional 2020 |
| --------------------------------------- |
| No hubo                                 |

- De esta manera, el número de participantes aumentó a 32 equipos.

## Sistema de disputa

### Etapa clasificatoria
Se agrupó a los 31 equipos en dos zonas (A y B), una de 15 integrantes y otra de 16, que se disputaron por el sistema de todos contra todos, a dos ruedas. Los que ocuparon el primer puesto de cada una disputaron la Etapa final y los ubicados del segundo al octavo puesto pasaron a la Etapa eliminatoria.

### Etapa final
La jugaron los dos equipos clasificados en la etapa anterior. Se disputó a un solo partido en estadio neutral. El ganador se consagró campeón y ascendió a la Primera Nacional, mientras que el perdedor pasó a la Segunda ronda de la Etapa eliminatoria.

### Etapa eliminatoria
Se disputa por eliminación directa, a un solo partido, en el estadio del equipo mejor ubicado en la etapa de clasificación. En caso de empate, se ejecutarán tiros desde el punto penal. Consta de cuatro rondas.

#### Primera ronda
Fue disputada por los catorce equipos provenientes de la Etapa clasificatoria, que ocuparon del segundo al octavo puesto en su zona. Los enfrentamientos se produjeron según un orden preestablecido de acuerdo con su desempeño anterior. Los ganadores clasificaron a la Segunda ronda.

#### Segunda ronda
La disputaron los siete ganadores de la Primera ronda y el perdedor de la Etapa final. Este último equipo ocupó la primera posición del ordenamiento, mientras que los clubes provenientes de la Primera ronda lo hicieron según su posición y el promedio de puntos que obtuvieron en la Etapa clasificatoria.

#### Tercera ronda
Estuvo integrada por los cuatro ganadores de la Segunda ronda.

#### Cuarta ronda
Se enfrentaron los dos vencedores en la Tercera ronda. El ganador obtuvo el segundo ascenso a la Primera Nacional.

### Descensos
Fueron suspendidos en todas las categorías en la temporada 2021.

### Clasificación a la Copa Argentina 2022
Los equipos que ocuparon los cinco primeros puestos de la tabla final de posiciones de cada una de las zonas, participaron de los Treintaidosavos de final de la Copa Argentina 2022.

## Equipos participantes
| Zona                                             | Equipo                                        | Localidad                     | Estadio                                  | Capacidad                  | Liga de origen                     |
| ------------------------------------------------ | --------------------------------------------- | ----------------------------- | ---------------------------------------- | -------------------------- | ---------------------------------- |
| A                                                |                                               |                               |                                          |                            |                                    |
| Círculo Deportivo de Comandante Nicanor Otamendi | Comandante Nicanor Otamendi                   | Guillermo Trama               | 300                                      | Liga Marplatense           |                                    |
| Club Atlético Sansinena Social y Deportivo       | General Cerri                                 | Luis Molina                   | 4000                                     | Liga del Sur               |                                    |
| Club Villa Mitre                                 | Bahía Blanca                                  | El Fortín                     | 6000                                     | Liga del Sur               |                                    |
| Club Olimpo                                      | Bahía Blanca                                  | Roberto Natalio Carminatti    | 18 000                                   | Liga del Sur               |                                    |
| Club Atlético Social y Deportivo Camioneros      | Nueve de Abril                                | Hugo Moyano                   | 5000                                     | Liga Lujanense             |                                    |
| Club Ciudad de Bolívar                           | San Carlos de Bolívar                         | Municipal Eva Perón           | 4000                                     | Liga Pehuajense            |                                    |
| Club Atlético Independiente                      | Chivilcoy                                     | Raúl Orlando Lungarzo         | 4000                                     | Liga Chivilcoyana          |                                    |
| Club Social y Deportivo Madryn                   | Puerto Madryn                                 | Abel Sastre                   | 6000                                     | Liga Valle del Chubut      |                                    |
| Club Ferro Carril Oeste                          | General Pico                                  | El Coloso del Barrio Talleres | 17 000                                   | Liga Pampeana              |                                    |
| Club Atlético Huracán Las Heras                  | Las Heras                                     | General San Martín            | 10 000                                   | Liga Mendocina             |                                    |
| Club Cipolletti                                  | Cipolletti                                    | La Visera de Cemento          | 12 000                                   | Liga Deportiva Confluencia |                                    |
| Club Sol de Mayo                                 | Viedma                                        | Sol de Mayo                   | 5000                                     | Liga Rionegrina            |                                    |
| Club Sportivo Peñarol                            | Chimbas                                       | Ramón Pablo Rojas             | 4000                                     | Liga Sanjuanina            |                                    |
| Club Sportivo Desamparados                       | San Juan                                      | El Serpentario                | 12 000                                   | Liga Sanjuanina            |                                    |
| Club Sportivo Estudiantes                        | San Luis                                      | Héctor Odicino y Pedro Benoza | 12 000                                   | Liga Sanluiseña            |                                    |
| Club Atlético Juventud Unida Universitario       | San Luis                                      | Mario Sebastián Diez          | 7000                                     | Liga Sanluiseña            |                                    |
| B                                                | Club Atlético y Social Defensores de Belgrano | Villa Ramallo                 | Salomón Boeseldín                        | 3000                       | Liga Nicoleña                      |
| B                                                | Club Atlético Douglas Haig                    | Pergamino                     | Miguel Morales                           | 16 000                     | Liga de Pergamino                  |
| B                                                | Club Atlético Sarmiento                       | Resistencia                   | Centenario                               | 25 000                     | Liga Chaqueña                      |
| B                                                | Club Atlético Chaco For Ever                  | Resistencia                   | Juan Alberto García                      | 20 000                     | Liga Chaqueña                      |
| B                                                | Club Atlético Racing                          | Córdoba                       | Miguel Sancho                            | 24 000                     | Liga Cordobesa                     |
| B                                                | Club Sportivo Belgrano                        | San Francisco                 | Oscar Carlos Boero                       | 15 500                     | Liga de San Francisco              |
| B                                                | Club Atlético Boca Unidos                     | Corrientes                    | Leoncio Benítez                          | 8000                       | Liga Correntina                    |
| B                                                | Club Gimnasia y Esgrima                       | Concepción del Uruguay        | Manuel y Ramón Núñez                     | 9000                       | Liga de Concepción del Uruguay     |
| B                                                | Club Defensores de Pronunciamiento            | Pronunciamiento               | Delio Cardozo                            | 2000                       | Liga Departamental de Colón        |
| B                                                | Club Deportivo Juventud Unida                 | Gualeguaychú                  | De los Eucaliptos                        | 5000                       | Liga Departamental de Gualeguaychú |
| B                                                | Club Mutual Crucero del Norte                 | Garupá                        | Comandante Andrés Guacurarí              | 16 000                     | Liga Posadeña                      |
| B                                                | Club Atlético Central Norte                   | Salta                         | Dr. Luis Güemes Padre Ernesto Martearena | 6000 20 504                | Liga Salteña                       |
| B                                                | Club de Gimnasia y Tiro                       | Salta                         | El Gigante del Norte                     | 24 300                     | Liga Salteña                       |
| B                                                | Sportivo Atlético Club                        | Las Parejas                   | 4 de Septiembre                          | 3000                       | Liga Cañadense                     |
| B                                                | Club Atlético Unión                           | Sunchales                     | De la Avenida                            | 5600                       | Liga Rafaelina                     |

### Distribución geográfica
| Jurisdicción                             | Cant. | Equipos |
| ---------------------------------------- | ----- | --- |
| Interior de la provincia de Buenos Aires | 8     | Círculo Deportivo, Ciudad de Bolívar, Defensores de Belgrano (VR), Douglas Haig, Independiente (C), Olimpo, Sansinena y Villa Mitre |
| Provincia de Entre Ríos                  | 3     | Defensores de Pronunciamiento, Gimnasia y Esgrima (CdU) y Juventud Unida (G)                                                        |
| Provincia de San Juan                    | 2     | Desamparados y Sportivo Peñarol (C)                                                                                                 |
| Provincia de Río Negro                   | 2     | Cipolletti y Sol de Mayo |
| Provincia del Chaco                      | 2     | Chaco For Ever y Sarmiento (R) |
| Provincia de Córdoba                     | 2     | Racing y Sportivo Belgrano |
| Provincia de Salta                       | 2     | Central Norte y Gimnasia y Tiro |
| Provincia de San Luis                    | 2     | Juventud Unida Universitario y Sportivo Estudiantes                                                                                 |
| Provincia de Santa Fe                    | 2     | Sportivo Las Parejas y Unión (S) |
| Conurbano bonaerense                     | 1     | Deportivo Camioneros |
| Provincia del Chubut                     | 1     | Deportivo Madryn |
| Provincia de Corrientes                  | 1     | Boca Unidos |
| Provincia de La Pampa                    | 1     | Ferro Carril Oeste (GP) |
| Provincia de Mendoza                     | 1     | Huracán Las Heras |
| Provincia de Misiones                    | 1     | Crucero del Norte |
| Total                                    | 31    | |

## Etapa clasificatoria

### Zona A

#### Tabla de posiciones final
| Pos. | Equipo                       | Pts. | PJ | PG | PE | PP | GF | GC | Dif. |
| ---- | ---------------------------- | ---- | -- | -- | -- | -- | -- | -- | ---- |
| 1.º  | Deportivo Madryn             | 56   | 30 | 16 | 8  | 6  | 39 | 23 | 16   |
| 2.º  | Sol de Mayo                  | 50   | 30 | 13 | 11 | 6  | 32 | 24 | 8    |
| 3.º  | Cipolletti                   | 49   | 30 | 13 | 10 | 7  | 41 | 26 | 15   |
| 4.º  | Sportivo Peñarol (C)         | 49   | 30 | 13 | 10 | 7  | 44 | 38 | 6    |
| 5.º  | Olimpo                       | 49   | 30 | 14 | 7  | 9  | 42 | 32 | 10   |
| 6.º  | Independiente (C)            | 48   | 30 | 12 | 12 | 6  | 30 | 21 | 9    |
| 7.º  | Juventud Unida Universitario | 47   | 30 | 13 | 8  | 9  | 28 | 18 | 10   |
| 8.º  | Villa Mitre                  | 45   | 30 | 12 | 9  | 9  | 35 | 28 | 7    |
| 9.º  | Desamparados                 | 43   | 30 | 11 | 10 | 9  | 29 | 37 | −8   |
| 10.º | Ferro Carril Oeste (GP)      | 43   | 30 | 13 | 4  | 13 | 39 | 38 | 1    |
| 11.º | Sansinena                    | 40   | 30 | 10 | 10 | 10 | 38 | 37 | 1    |
| 12.º | Ciudad de Bolívar            | 38   | 30 | 9  | 11 | 10 | 30 | 28 | 2    |
| 13.º | Huracán Las Heras            | 35   | 30 | 9  | 8  | 13 | 38 | 40 | −2   |
| 14.º | Deportivo Camioneros         | 29   | 30 | 7  | 8  | 15 | 25 | 34 | −9   |
| 15.º | Sportivo Estudiantes (SL)    | 15   | 30 | 2  | 9  | 19 | 18 | 48 | −30  |
| 16.º | Círculo Deportivo            | 13   | 30 | 2  | 7  | 21 | 18 | 54 | −36  |

|  | Clasificado a la Etapa final y a la Copa Argentina 2022.                             |
|  | Clasificados a la Primera ronda de la Etapa eliminatoria y a la Copa Argentina 2022. |
|  | Clasificados a la Primera ronda de la Etapa eliminatoria.                            |

##### Evolución de las posiciones

###### Primera rueda
| Equipo / Fecha               | 1    | 2    | 3    | 4    | 5    | 6    | 7    | 8    | 9    | 10   | 11   | 12   | 13   | 14   | 15   |
| ---------------------------- | ---- | ---- | ---- | ---- | ---- | ---- | ---- | ---- | ---- | ---- | ---- | ---- | ---- | ---- | ---- |
| Cipolletti                   | 1.º  | 1.º  | 1.º  | 1.º  | 1.º  | 1.º  | 1.º  | 2.º  | 1.º  | 2.º  | 2.º  | 2.º  | 2.º  | 3.º  | 5.º  |
| Círculo Deportivo            | 14.º | 12.º | 13.º | 14.º | 14.º | 15.º | 15.º | 15.º | 14.º | 14.º | 14.º | 14.º | 15.º | 15.º | 15.º |
| Ciudad de Bolívar            | 2.º  | 7.º  | 6.º  | 5.º  | 8.º  | 10.º | 8.º  | 8.º  | 12.º | 13.º | 12.º | 13.º | 12.º | 12.º | 12.º |
| Deportivo Camioneros         | 6.º  | 11.º | 14.º | 16.º | 15.º | 14.º | 14.º | 14.º | 15.º | 15.º | 15.º | 15.º | 14.º | 13.º | 14.º |
| Deportivo Madryn             | 4.º  | 2.º  | 1.º  | 3.º  | 2.º  | 2.º  | 2.º  | 1.º  | 2.º  | 1.º  | 1.º  | 1.º  | 1.º  | 2.º  | 2.º  |
| Desamparados                 | 6.º  | 10.º | 12.º | 8.º  | 5.º  | 7.º  | 4.º  | 3.º  | 4.º  | 6.º  | 5.º  | 4.º  | 5.º  | 6.º  | 6.º  |
| Ferro Carril Oeste (GP)      | 8.º  | 14.º | 15.º | 11.º | 9.º  | 9.º  | 11.º | 7.º  | 6.º  | 9.º  | 10.º | 11.º | 8.º  | 10.º | 11.º |
| Huracán Las Heras            | 2.º  | 3.º  | 8.º  | 12.º | 10.º | 4.º  | 6.º  | 12.º | 13.º | 12.º | 13.º | 12.º | 13.º | 14.º | 13.º |
| Independiente (C)            | 14.º | 7.º  | 6.º  | 9.º  | 6.º  | 8.º  | 5.º  | 6.º  | 3.º  | 5.º  | 4.º  | 6.º  | 4.º  | 4.º  | 4.º  |
| Juventud Unida Universitario | 10.º | 5.º  | 4.º  | 2.º  | 3.º  | 5.º  | 9.º  | 10.º | 7.º  | 7.º  | 6.º  | 5.º  | 6.º  | 5.º  | 3.º  |
| Olimpo                       | 16.º | 15.º | 10.º | 10.º | 13.º | 12.º | 10.º | 11.º | 8.º  | 3.º  | 3.º  | 3.º  | 3.º  | 1.º  | 1.º  |
| Sansinena                    | 10.º | 3.º  | 3.º  | 6.º  | 10.º | 11.º | 12.º | 9.º  | 11.º | 11.º | 11.º | 10.º | 9.º  | 9.º  | 10.º |
| Sol de Mayo                  | 8.º  | 13.º | 9.º  | 4.º  | 4.º  | 6.º  | 3.º  | 4.º  | 5.º  | 8.º  | 9.º  | 9.º  | 11.º | 7.º  | 7.º  |
| Sportivo Estudiantes (SL)    | 12.º | 16.º | 16.º | 15.  | 15.º | 16.º | 16.º | 16.º | 16.º | 16.º | 16.º | 16.º | 16.º | 16.º | 16.º |
| Sportivo Peñarol (C)         | 4.º  | 9.º  | 5.º  | 13.  | 12.º | 13.º | 13.º | 13.º | 10.º | 10.º | 8.º  | 8.º  | 10.º | 11.º | 9.º  |
| Villa Mitre                  | 12.º | 6.º  | 11.º | 7.º  | 7.º  | 3.º  | 7.º  | 5.º  | 9.º  | 4.º  | 7.º  | 7.º  | 7.º  | 8.º  | 8.º  |

|  |

###### Segunda rueda
| Equipo / Fecha               | 16   | 17   | 18   | 19   | 20   | 21   | 22   | 23   | 24   | 25   | 26   | 27   | 28   | 29   | 30   |
| ---------------------------- | ---- | ---- | ---- | ---- | ---- | ---- | ---- | ---- | ---- | ---- | ---- | ---- | ---- | ---- | ---- |
| Cipolletti                   | 3.º  | 3.º  | 3.º  | 3.º  | 3.º  | 3.º  | 3.º  | 3.º  | 3.º  | 3.º  | 2.º  | 4.º  | 2.º  | 2.º  | 3.º  |
| Círculo Deportivo            | 15.º | 15.º | 15.º | 15.º | 15.º | 16.º | 16.º | 16.º | 16.º | 16.º | 16.º | 16.º | 16.º | 16.º | 16.º |
| Ciudad de Bolívar            | 11.º | 11.º | 11.º | 11.º | 12.º | 10.º | 10.º | 10.º | 12.º | 11.º | 12.º | 12.º | 12.º | 11.º | 12.º |
| Deportivo Camioneros         | 14.º | 13.º | 14.º | 14.º | 14.º | 13.º | 14.º | 14.º | 14.º | 14.º | 14.º | 14.º | 13.º | 14.º | 14.º |
| Deportivo Madryn             | 1.º  | 1.º  | 1.º  | 1.º  | 1.º  | 1.º  | 1.º  | 1.º  | 1.º  | 1.º  | 1.º  | 1.º  | 1.º  | 1.º  | 1.º  |
| Desamparados                 | 7.º  | 8.º  | 9.º  | 8.º  | 8.º  | 12.º | 11.º | 11.º | 10.º | 10.º | 8.º  | 10.º | 8.º  | 8.º  | 9.º  |
| Ferro Carril Oeste (GP)      | 13.º | 14.º | 13.º | 13.º | 11.º | 9.º  | 8.º  | 8.º  | 8.º  | 7.º  | 10.º | 8.º  | 9.º  | 9.º  | 10.º |
| Huracán Las Heras            | 12.º | 12.º | 12.º | 12.º | 13.º | 14.º | 13.º | 13.º | 13.º | 13.º | 13.º | 13.º | 14.º | 13.º | 13.º |
| Independiente (C)            | 5.º  | 5.º  | 6.º  | 7.º  | 5.º  | 7.º  | 4.º  | 5.º  | 6.º  | 5.º  | 3.º  | 2.º  | 5.º  | 3.º  | 6.º  |
| Juventud Unida Universitario | 4.º  | 4.º  | 4.º  | 4.º  | 4.º  | 6.º  | 7.º  | 4.º  | 5.º  | 8.º  | 7.º  | 7.º  | 6.º  | 7.º  | 7.º  |
| Olimpo                       | 2.º  | 2.º  | 2.º  | 2.º  | 2.º  | 2.º  | 2.º  | 2.º  | 2.º  | 2.º  | 4.º  | 5.º  | 7.º  | 5.º  | 5.º  |
| Sansinena                    | 10.º | 10.º | 8.º  | 9.º  | 9.º  | 11.º | 9.º  | 9.º  | 9.º  | 9.º  | 9.º  | 9.º  | 11.º | 12.º | 11.º |
| Sol de Mayo                  | 6.º  | 7.º  | 7.º  | 6.º  | 7.º  | 5.º  | 6.º  | 6.º  | 7.º  | 6.º  | 5.º  | 3.º  | 4.º  | 4.º  | 2.º  |
| Sportivo Estudiantes (SL)    | 16.º | 16.º | 16.º | 16.º | 16.º | 15.º | 15.º | 15.º | 15.º | 15.º | 15.º | 15.º | 15.º | 15.º | 15.º |
| Sportivo Peñarol (C)         | 8.º  | 6.º  | 5.º  | 5.º  | 6.º  | 4.º  | 5.º  | 7.º  | 4.º  | 4.º  | 6.º  | 6.º  | 3.º  | 6.º  | 4.º  |
| Villa Mitre                  | 9.º  | 9.º  | 10.º | 10.º | 10.º | 8.º  | 12.º | 12.º | 11.º | 12.º | 11.º | 11.º | 10.º | 10.º | 8.º  |

| 1. |

#### Resultados

##### Primera rueda
| Fecha 1                      | Fecha 1   | Fecha 1                   | Fecha 1               | Fecha 1     | Fecha 1 |
| Local                        | Resultado | Visitante                 | Estadio               | Fecha       | Hora    |
| ---------------------------- | --------- | ------------------------- | --------------------- | ----------- | ------- |
| Ciudad de Bolívar            | 2 - 1     | Sportivo Estudiantes (SL) | Municipal Eva Perón   | 11 de abril | 15:30   |
| Sol de Mayo                  | 1 - 1     | Ferro Carril Oeste (GP)   | Sol de Mayo           | 11 de abril | 15:30   |
| Deportivo Camioneros         | 2 - 2     | Desamparados              | Hugo Moyano           | 11 de abril | 15:30   |
| Olimpo                       | 0 - 3     | Cipolletti                | Roberto N. Carminatti | 11 de abril | 16:00   |
| Deportivo Madryn             | 1 - 0     | Círculo Deportivo         | Abel Sastre           | 11 de abril | 16:00   |
| Sportivo Peñarol (C)         | 1 - 0     | Independiente (C)         | Ramón Pablo Rojas     | 11 de abril | 16:30   |
| Huracán Las Heras            | 2 - 1     | Villa Mitre               | General San Martín    | 11 de abril | 16:30   |
| Juventud Unida Universitario | 0 - 0     | Sansinena                 | Mario Sebastián Diez  | 11 de abril | 18:00   |

| Fecha 2                      | Fecha 2   | Fecha 2                   | Fecha 2                       | Fecha 2     | Fecha 2 |
| Local                        | Resultado | Visitante                 | Estadio                       | Fecha       | Hora    |
| ---------------------------- | --------- | ------------------------- | ----------------------------- | ----------- | ------- |
| Desamparados                 | 0 - 0     | Huracán Las Heras         | El Serpentario                | 17 de abril | 16:00   |
| Círculo Deportivo            | 0 - 0     | Olimpo                    | Guillermo Trama               | 18 de abril | 15:30   |
| Independiente (C)            | 2 - 1     | Sportivo Estudiantes (SL) | Raúl Orlando Lungarzo         | 18 de abril | 15:30   |
| Juventud Unida Universitario | 1 - 0     | Ciudad de Bolívar         | Mario Sebastián Diez          | 18 de abril | 16:00   |
| Cipolletti                   | 3 - 0     | Sportivo Peñarol (C)      | La Visera de Cemento          | 18 de abril | 16:00   |
| Villa Mitre                  | 2 - 0     | Sol de Mayo               | El Fortín                     | 18 de abril | 16:00   |
| Sansinena                    | 2 - 1     | Deportivo Camioneros      | Luis Molina                   | 18 de abril | 16:00   |
| Ferro Carril Oeste (GP)      | 0 - 3     | Deportivo Madryn          | El Coloso del Barrio Talleres | 18 de abril | 17:00   |

| Fecha 3                   | Fecha 3   | Fecha 3                      | Fecha 3                       | Fecha 3     | Fecha 3 |
| Local                     | Resultado | Visitante                    | Estadio                       | Fecha       | Hora    |
| ------------------------- | --------- | ---------------------------- | ----------------------------- | ----------- | ------- |
| Sportivo Estudiantes (SL) | 0 - 1     | Cipolletti                   | Héctor Odicino y Pedro Benoza | 23 de abril | 17:00   |
| Deportivo Madryn          | 3 - 0     | Villa Mitre                  | Abel Sastre                   | 24 de abril | 16:00   |
| Ciudad de Bolívar         | 0 - 0     | Independiente (C)            | Municipal Eva Perón           | 25 de abril | 15:30   |
| Sol de Mayo               | 3 - 2     | Desamparados                 | Sol de Mayo                   | 25 de abril | 15:30   |
| Deportivo Camioneros      | 0 - 1     | Juventud Unida Universitario | Hugo Moyano                   | 25 de abril | 15:30   |
| Sportivo Peñarol (C)      | 2 - 2     | Círculo Deportivo            | Ramón Pablo Rojas             | 25 de abril | 16:00   |
| Olimpo                    | 2 - 1     | Ferro Carril Oeste (GP)      | Roberto N. Carminatti         | 25 de abril | 16:00   |
| Huracán Las Heras         | 1 - 2     | Sansinena                    | General San Martín            | 26 de abril | 16:30   |

| Fecha 4                      | Fecha 4   | Fecha 4                   | Fecha 4                       | Fecha 4     | Fecha 4 |
| Local                        | Resultado | Visitante                 | Estadio                       | Fecha       | Hora    |
| ---------------------------- | --------- | ------------------------- | ----------------------------- | ----------- | ------- |
| Ferro Carril Oeste (GP)      | 3 - 2     | Sportivo Peñarol (C)      | El Coloso del Barrio Talleres | 30 de abril | 16:00   |
| Deportivo Camioneros         | 0 - 3     | Ciudad de Bolívar         | Hugo Moyano                   | 2 de mayo   | 15:30   |
| Círculo Deportivo            | 0 - 0     | Sportivo Estudiantes (SL) | Guillermo Trama               | 2 de mayo   | 15:30   |
| Villa Mitre                  | 5 - 1     | Olimpo                    | El Fortín                     | 2 de mayo   | 15:30   |
| Cipolletti                   | 1 - 1     | Independiente (C)         | La Visera de Cemento          | 2 de mayo   | 16:00   |
| Desamparados                 | 2 - 1     | Deportivo Madryn          | El Serpentario                | 2 de mayo   | 16:00   |
| Sansinena                    | 0 - 1     | Sol de Mayo               | Luis Molina                   | 2 de mayo   | 16:00   |
| Juventud Unida Universitario | 1 - 0     | Huracán Las Heras         | Mario Sebastián Diez          | 2 de mayo   | 16:00   |

| Fecha 5                   | Fecha 5   | Fecha 5                      | Fecha 5                       | Fecha 5   | Fecha 5 |
| Local                     | Resultado | Visitante                    | Estadio                       | Fecha     | Hora    |
| ------------------------- | --------- | ---------------------------- | ----------------------------- | --------- | ------- |
| Sportivo Estudiantes (SL) | 1 - 4     | Ferro Carril Oeste (GP)      | Héctor Odicino y Pedro Benoza | 8 de mayo | 16:30   |
| Sol de Mayo               | 2 - 1     | Juventud Unida Universitario | Sol de Mayo                   | 9 de mayo | 15:00   |
| Ciudad de Bolívar         | 0 - 2     | Cipolletti                   | Municipal Eva Perón           | 9 de mayo | 15:30   |
| Olimpo                    | 0 - 1     | Desamparados                 | Roberto N. Carminatti         | 9 de mayo | 15:30   |
| Deportivo Madryn          | 1 - 0     | Sansinena                    | Abel Sastre                   | 9 de mayo | 15:30   |
| Independiente (C)         | 2 - 1     | Círculo Deportivo            | Raúl Orlando Lungarzo         | 9 de mayo | 16:00   |
| Sportivo Peñarol (C)      | 1 - 1     | Villa Mitre                  | Ramón Pablo Rojas             | 9 de mayo | 16:00   |
| Huracán Las Heras         | 1 - 0     | Deportivo Camioneros         | General San Martín            | 9 de mayo | 16:00   |

| Fecha 6                      | Fecha 6   | Fecha 6                   | Fecha 6                       | Fecha 6    | Fecha 6 |
| Local                        | Resultado | Visitante                 | Estadio                       | Fecha      | Hora    |
| ---------------------------- | --------- | ------------------------- | ----------------------------- | ---------- | ------- |
| Villa Mitre                  | 2 - 1     | Sportivo Estudiantes (SL) | El Fortín                     | 15 de mayo | 15:30   |
| Ferro Carril Oeste (GP)      | 0 - 0     | Independiente (C)         | El Coloso del Barrio Talleres | 15 de mayo | 16:00   |
| Sansinena                    | 1 - 4     | Olimpo                    | Luis Molina                   | 16 de mayo | 14:30   |
| Desamparados                 | 3 - 3     | Sportivo Peñarol (C)      | El Serpentario                | 16 de mayo | 15:00   |
| Círculo Deportivo            | 1 - 3     | Cipolletti                | Guillermo Trama               | 16 de mayo | 15:00   |
| Huracán Las Heras            | 3 - 0     | Ciudad de Bolívar         | General San Martín            | 16 de mayo | 15:30   |
| Juventud Unida Universitario | 0 - 2     | Deportivo Madryn          | Mario Sebastián Diez          | 16 de mayo | 15:30   |
| Deportivo Camioneros         | 2 - 0     | Sol de Mayo               | Hugo Moyano                   | 16 de mayo | 16:00   |

| Fecha 7                   | Fecha 7   | Fecha 7                      | Fecha 7                       | Fecha 7    | Fecha 7 |
| Local                     | Resultado | Visitante                    | Estadio                       | Fecha      | Hora    |
| ------------------------- | --------- | ---------------------------- | ----------------------------- | ---------- | ------- |
| Ciudad de Bolívar         | 2 - 0     | Círculo Deportivo            | Guillermo Trama               | 7 de junio | 14:30   |
| Independiente (C)         | 1 - 0     | Villa Mitre                  | Raúl Orlando Lungarzo         | 7 de junio | 15:00   |
| Olimpo                    | 2 - 0     | Juventud Unida Universitario | Roberto N. Carminatti         | 7 de junio | 15:00   |
| Deportivo Madryn          | 3 - 2     | Deportivo Camioneros         | Abel Sastre                   | 7 de junio | 15:00   |
| Sol de Mayo               | 1 - 0     | Huracán Las Heras            | Sol de Mayo                   | 7 de junio | 15:00   |
| Sportivo Estudiantes (SL) | 0 - 1     | Desamparados                 | Héctor Odicino y Pedro Benoza | 7 de junio | 16:00   |
| Cipolletti                | 3 - 1     | Ferro Carril Oeste (GP)      | La Visera de Cemento          | 8 de junio | 14:00   |
| Sportivo Peñarol (C)      | 3 - 3     | Sansinena                    | Ramón Pablo Rojas             | 8 de junio | 15:00   |

| Fecha 8                      | Fecha 8   | Fecha 8                   | Fecha 8                       | Fecha 8     | Fecha 8 |
| Local                        | Resultado | Visitante                 | Estadio                       | Fecha       | Hora    |
| ---------------------------- | --------- | ------------------------- | ----------------------------- | ----------- | ------- |
| Sol de Mayo                  | 0 - 0     | Ciudad de Bolívar         | Sol de Mayo                   | 19 de junio | 15:00   |
| Ferro Carril Oeste (GP)      | 4 - 1     | Círculo Deportivo         | El Coloso del Barrio Talleres | 19 de junio | 15:00   |
| Villa Mitre                  | 1 - 0     | Cipolletti                | El Fortín                     | 19 de junio | 15:00   |
| Desamparados                 | 1 - 0     | Independiente (C)         | El Serpentario                | 19 de junio | 15:00   |
| Juventud Unida Universitario | 0 - 0     | Sportivo Peñarol (C)      | Mario Sebastián Diez          | 19 de junio | 15:00   |
| Deportivo Camioneros         | 1 - 1     | Olimpo                    | Hugo Moyano                   | 19 de junio | 15:00   |
| Huracán Las Heras            | 0 - 1     | Deportivo Madryn          | General San Martín            | 19 de junio | 15:00   |
| Sansinena                    | 3 - 0     | Sportivo Estudiantes (SL) | Luis Molina                   | 20 de junio | 15:00   |

| Fecha 9                   | Fecha 9   | Fecha 9                      | Fecha 9                       | Fecha 9     | Fecha 9 |
| Local                     | Resultado | Visitante                    | Estadio                       | Fecha       | Hora    |
| ------------------------- | --------- | ---------------------------- | ----------------------------- | ----------- | ------- |
| Deportivo Madryn          | 1 - 1     | Sol de Mayo                  | Abel Sastre                   | 26 de junio | 15:00   |
| Cipolletti                | 3 - 1     | Desamparados                 | La Visera de Cemento          | 27 de junio | 14:00   |
| Sportivo Peñarol (C)      | 1 - 0     | Deportivo Camioneros         | Ramón Pablo Rojas             | 27 de junio | 15:00   |
| Olimpo                    | 1 - 0     | Huracán Las Heras            | Roberto N. Carminatti         | 27 de junio | 15:00   |
| Ciudad de Bolívar         | 1 - 3     | Ferro Carril Oeste (GP)      | Municipal Eva Perón           | 27 de junio | 15:00   |
| Independiente (C)         | 3 - 1     | Sansinena                    | Raúl Orlando Lungarzo         | 27 de junio | 15:00   |
| Círculo Deportivo         | 1 - 0     | Villa Mitre                  | Guillermo Trama               | 27 de junio | 15:30   |
| Sportivo Estudiantes (SL) | 0 - 4     | Juventud Unida Universitario | Héctor Odicino y Pedro Benoza | 27 de junio | 16:00   |

| Fecha 10                     | Fecha 10  | Fecha 10                  | Fecha 10             | Fecha 10   | Fecha 10 |
| Local                        | Resultado | Visitante                 | Estadio              | Fecha      | Hora     |
| ---------------------------- | --------- | ------------------------- | -------------------- | ---------- | -------- |
| Desamparados                 | 0 - 0     | Círculo Deportivo         | El Serpentario       | 2 de julio | 15:00    |
| Deportivo Madryn             | 1 - 0     | Ciudad de Bolívar         | Abel Sastre          | 3 de julio | 15:00    |
| Sol de Mayo                  | 0 - 2     | Olimpo                    | Sol de Mayo          | 3 de julio | 15:00    |
| Huracán Las Heras            | 2 - 2     | Sportivo Peñarol (C)      | General San Martín   | 3 de julio | 15:00    |
| Deportivo Camioneros         | 0 - 0     | Sportivo Estudiantes (SL) | Hugo Moyano          | 3 de julio | 15:00    |
| Sansinena                    | 0 - 0     | Cipolletti                | Luis Molina          | 3 de julio | 15:00    |
| Villa Mitre                  | 2 - 1     | Ferro Carril Oeste (GP)   | El Fortín            | 3 de julio | 15:00    |
| Juventud Unida Universitario | 1 - 1     | Independiente (C)         | Mario Sebastián Diez | 3 de julio | 16:00    |

| Fecha 11                  | Fecha 11  | Fecha 11                     | Fecha 11                      | Fecha 11   | Fecha 11 |
| Local                     | Resultado | Visitante                    | Estadio                       | Fecha      | Hora     |
| ------------------------- | --------- | ---------------------------- | ----------------------------- | ---------- | -------- |
| Cipolletti                | 0 - 1     | Juventud Unida Universitario | La Visera de Cemento          | 7 de julio | 14:00    |
| Ciudad de Bolívar         | 2 - 2     | Villa Mitre                  | Municipal Eva Perón           | 7 de julio | 15:00    |
| Ferro Carril Oeste (GP)   | 0 - 1     | Desamparados                 | El Coloso del Barrio Talleres | 7 de julio | 15:00    |
| Círculo Deportivo         | 2 - 1     | Sansinena                    | Guillermo Trama               | 7 de julio | 15:00    |
| Independiente (C)         | 1 - 0     | Deportivo Camioneros         | Raúl Orlando Lungarzo         | 7 de julio | 15:00    |
| Sportivo Peñarol (C)      | 1 - 0     | Sol de Mayo                  | Ramón Pablo Rojas             | 7 de julio | 15:00    |
| Olimpo                    | 2 - 0     | Deportivo Madryn             | Roberto N. Carminatti         | 7 de julio | 15:00    |
| Sportivo Estudiantes (SL) | 2 - 1     | Huracán Las Heras            | Héctor Odicino y Pedro Benoza | 7 de julio | 15:30    |

| Fecha 12                     | Fecha 12  | Fecha 12                  | Fecha 12              | Fecha 12    | Fecha 12 |
| Local                        | Resultado | Visitante                 | Estadio               | Fecha       | Hora     |
| ---------------------------- | --------- | ------------------------- | --------------------- | ----------- | -------- |
| Olimpo                       | 2 - 0     | Ciudad de Bolívar         | Roberto N. Carminatti | 11 de julio | 15:00    |
| Deportivo Madryn             | 1 - 1     | Sportivo Peñarol (C)      | Abel Sastre           | 11 de julio | 15:00    |
| Deportivo Camioneros         | 1 - 0     | Cipolletti                | Hugo Moyano           | 11 de julio | 15:00    |
| Juventud Unida Universitario | 2 - 0     | Círculo Deportivo         | Mario Sebastián Diez  | 11 de julio | 15:00    |
| Sansinena                    | 3 - 0     | Ferro Carril Oeste (GP)   | Luis Molina           | 11 de julio | 15:00    |
| Desamparados                 | 1 - 0     | Villa Mitre               | El Serpentario        | 11 de julio | 15:00    |
| Huracán Las Heras            | 0 - 0     | Independiente (C)         | General San Martín    | 11 de julio | 15:30    |
| Sol de Mayo                  | 1 - 1     | Sportivo Estudiantes (SL) | Sol de Mayo           | 11 de julio | 16:00    |

| Fecha 13                  | Fecha 13  | Fecha 13                     | Fecha 13                      | Fecha 13    | Fecha 13 |
| Local                     | Resultado | Visitante                    | Estadio                       | Fecha       | Hora     |
| ------------------------- | --------- | ---------------------------- | ----------------------------- | ----------- | -------- |
| Ferro Carril Oeste (GP)   | 1 - 0     | Juventud Unida Universitario | El Coloso del Barrio Talleres | 17 de julio | 15:00    |
| Cipolletti                | 3 - 1     | Huracán Las Heras            | La Visera de Cemento          | 18 de julio | 14:00    |
| Ciudad de Bolívar         | 4 - 0     | Desamparados                 | Municipal Eva Perón           | 18 de julio | 15:00    |
| Villa Mitre               | 2 - 2     | Sansinena                    | El Fortín                     | 18 de julio | 15:00    |
| Círculo Deportivo         | 0 - 1     | Deportivo Camioneros         | Guillermo Trama               | 18 de julio | 15:00    |
| Independiente (C)         | 2 - 0     | Sol de Mayo                  | Raúl Orlando Lungarzo         | 18 de julio | 15:00    |
| Sportivo Peñarol (C)      | 0 - 3     | Olimpo                       | Ramón Pablo Rojas             | 18 de julio | 15:00    |
| Sportivo Estudiantes (SL) | 1 - 2     | Deportivo Madryn             | Héctor Odicino y Pedro Benoza | 18 de julio | 15:30    |

| Fecha 14                     | Fecha 14  | Fecha 14                  | Fecha 14              | Fecha 14    | Fecha 14 |
| Local                        | Resultado | Visitante                 | Estadio               | Fecha       | Hora     |
| ---------------------------- | --------- | ------------------------- | --------------------- | ----------- | -------- |
| Sportivo Peñarol (C)         | 1 - 1     | Ciudad de Bolívar         | Ramón Pablo Rojas     | 25 de julio | 15:00    |
| Sansinena                    | 1 - 1     | Desamparados              | Luis Molina           | 25 de julio | 15:00    |
| Juventud Unida Universitario | 1 - 0     | Villa Mitre               | Mario Sebastián Diez  | 25 de julio | 15:00    |
| Deportivo Camioneros         | 2 - 1     | Ferro Carril Oeste (GP)   | Hugo Moyano           | 25 de julio | 15:00    |
| Sol de Mayo                  | 2 - 0     | Cipolletti                | Sol de Mayo           | 25 de julio | 15:00    |
| Deportivo Madryn             | 1 - 3     | Independiente (C)         | Abel Sastre           | 25 de julio | 15:00    |
| Olimpo                       | 3 - 2     | Sportivo Estudiantes (SL) | Roberto N. Carminatti | 25 de julio | 15:00    |
| Huracán Las Heras            | 1 - 1     | Círculo Deportivo         | General San Martín    | 25 de julio | 15:30    |

| Fecha 15                  | Fecha 15  | Fecha 15                     | Fecha 15                      | Fecha 15    | Fecha 15 |
| Local                     | Resultado | Visitante                    | Estadio                       | Fecha       | Hora     |
| ------------------------- | --------- | ---------------------------- | ----------------------------- | ----------- | -------- |
| Ferro Carril Oeste (GP)   | 0 - 2     | Huracán Las Heras            | El Coloso del Barrio Talleres | 31 de julio | 15:00    |
| Ciudad de Bolívar         | 0 - 0     | Sansinena                    | Municipal Eva Perón           | 1 de agosto | 15:00    |
| Desamparados              | 0 - 4     | Juventud Unida Universitario | Bicentenario                  | 1 de agosto | 15:00    |
| Villa Mitre               | 2 - 0     | Deportivo Camioneros         | El Fortín                     | 1 de agosto | 15:00    |
| Círculo Deportivo         | 1 - 4     | Sol de Mayo                  | Guillermo Trama               | 1 de agosto | 15:00    |
| Cipolletti                | 1 - 1     | Deportivo Madryn             | La Visera de Cemento          | 1 de agosto | 15:00    |
| Independiente (C)         | 1 - 1     | Olimpo                       | Raúl Orlando Lungarzo         | 1 de agosto | 15:00    |
| Sportivo Estudiantes (SL) | 0 - 3     | Sportivo Peñarol (C)         | Héctor Odicino y Pedro Benoza | 1 de agosto | 15:30    |

| 1. |

##### Segunda rueda
| Fecha 16                  | Fecha 16  | Fecha 16                     | Fecha 16                      | Fecha 16    | Fecha 16 |
| Local                     | Resultado | Visitante                    | Estadio                       | Fecha       | Hora     |
| ------------------------- | --------- | ---------------------------- | ----------------------------- | ----------- | -------- |
| Ferro Carril Oeste (GP)   | 0 - 1     | Sol de Mayo                  | El Coloso del Barrio Talleres | 7 de agosto | 15:00    |
| Sportivo Estudiantes (SL) | 0 - 0     | Ciudad de Bolívar            | Héctor Odicino y Pedro Benoza | 8 de agosto | 15:00    |
| Independiente (C)         | 0 - 1     | Sportivo Peñarol (C)         | Raúl Orlando Lungarzo         | 8 de agosto | 15:00    |
| Cipolletti                | 1 - 1     | Olimpo                       | La Visera de Cemento          | 8 de agosto | 15:00    |
| Círculo Deportivo         | 0 - 1     | Deportivo Madryn             | Guillermo Trama               | 8 de agosto | 15:00    |
| Villa Mitre               | 3 - 3     | Huracán Las Heras            | El Fortín                     | 8 de agosto | 15:00    |
| Desamparados              | 0 - 0     | Deportivo Camioneros         | El Serpentario                | 8 de agosto | 15:00    |
| Sansinena                 | 1 - 0     | Juventud Unida Universitario | Luis Molina                   | 8 de agosto | 15:00    |

| Fecha 17                  | Fecha 17  | Fecha 17                     | Fecha 17                      | Fecha 17     | Fecha 17 |
| Local                     | Resultado | Visitante                    | Estadio                       | Fecha        | Hora     |
| ------------------------- | --------- | ---------------------------- | ----------------------------- | ------------ | -------- |
| Ciudad de Bolívar         | 1 - 0     | Juventud Unida Universitario | Municipal Eva Perón           | 15 de agosto | 15:00    |
| Deportivo Camioneros      | 0 - 0     | Sansinena                    | Hugo Moyano                   | 15 de agosto | 15:00    |
| Sol de Mayo               | 0 - 0     | Villa Mitre                  | Sol de Mayo                   | 15 de agosto | 15:00    |
| Deportivo Madryn          | 3 - 1     | Ferro Carril Oeste (GP)      | Abel Sastre                   | 15 de agosto | 15:00    |
| Olimpo                    | 4 - 0     | Círculo Deportivo            | Roberto N. Carminatti         | 15 de agosto | 15:00    |
| Sportivo Peñarol (C)      | 2 - 1     | Cipolletti                   | Ramón Pablo Rojas             | 15 de agosto | 15:00    |
| Sportivo Estudiantes (SL) | 1 - 0     | Independiente (C)            | Héctor Odicino y Pedro Benoza | 15 de agosto | 15:00    |
| Huracán Las Heras         | 3 - 1     | Desamparados                 | General San Martín            | 15 de agosto | 15:30    |

| Fecha 18                     | Fecha 18  | Fecha 18                  | Fecha 18                      | Fecha 18     | Fecha 18 |
| Local                        | Resultado | Visitante                 | Estadio                       | Fecha        | Hora     |
| ---------------------------- | --------- | ------------------------- | ----------------------------- | ------------ | -------- |
| Desamparados                 | 0 - 0     | Sol de Mayo               | El Serpentario                | 20 de agosto | 14:30    |
| Independiente (C)            | 0 - 0     | Ciudad de Bolívar         | Raúl Orlando Lungarzo         | 21 de agosto | 15:00    |
| Juventud Unida Universitario | 1 - 0     | Deportivo Camioneros      | Mario Sebastián Diez          | 21 de agosto | 15:00    |
| Sansinena                    | 3 - 0     | Huracán Las Heras         | Luis Molina                   | 21 de agosto | 15:00    |
| Ferro Carril Oeste (GP)      | 2 - 1     | Olimpo                    | El Coloso del Barrio Talleres | 21 de agosto | 15:00    |
| Círculo Deportivo            | 1 - 2     | Sportivo Peñarol (C)      | Guillermo Trama               | 21 de agosto | 15:00    |
| Villa Mitre                  | 0 - 0     | Deportivo Madryn          | El Fortín                     | 21 de agosto | 15:30    |
| Cipolletti                   | 3 - 1     | Sportivo Estudiantes (SL) | La Visera de Cemento          | 21 de agosto | 15:30    |

| Fecha 19                  | Fecha 19  | Fecha 19                     | Fecha 19                      | Fecha 19     | Fecha 19 |
| Local                     | Resultado | Visitante                    | Estadio                       | Fecha        | Hora     |
| ------------------------- | --------- | ---------------------------- | ----------------------------- | ------------ | -------- |
| Ciudad de Bolívar         | 0 - 0     | Deportivo Camioneros         | Municipal Eva Perón           | 25 de agosto | 15:00    |
| Independiente (C)         | 1 - 1     | Cipolletti                   | Raúl Orlando Lungarzo         | 25 de agosto | 15:00    |
| Sportivo Estudiantes (SL) | 1 - 1     | Círculo Deportivo            | Héctor Odicino y Pedro Benoza | 25 de agosto | 15:00    |
| Sportivo Peñarol (C)      | 1 - 1     | Ferro Carril Oeste (GP)      | Ramón Pablo Rojas             | 25 de agosto | 15:00    |
| Olimpo                    | 0 - 0     | Villa Mitre                  | Roberto N. Carminatti         | 25 de agosto | 15:00    |
| Deportivo Madryn          | 2 - 1     | Desamparados                 | Abel Sastre                   | 25 de agosto | 15:00    |
| Sol de Mayo               | 1 - 0     | Sansinena                    | Sol de Mayo                   | 25 de agosto | 15:00    |
| Huracán Las Heras         | 1 - 1     | Juventud Unida Universitario | General San Martín            | 25 de agosto | 15:30    |

| Fecha 20                     | Fecha 20  | Fecha 20                  | Fecha 20                      | Fecha 20     | Fecha 20 |
| Local                        | Resultado | Visitante                 | Estadio                       | Fecha        | Hora     |
| ---------------------------- | --------- | ------------------------- | ----------------------------- | ------------ | -------- |
| Círculo Deportivo            | 1 - 2     | Independiente (C)         | Guillermo Trama               | 29 de agosto | 15:00    |
| Ferro Carril Oeste (GP)      | 1 - 0     | Sportivo Estudiantes (SL) | El Coloso del Barrio Talleres | 29 de agosto | 15:00    |
| Sansinena                    | 1 - 1     | Deportivo Madryn          | Luis Molina                   | 29 de agosto | 15:00    |
| Juventud Unida Universitario | 0 - 0     | Sol de Mayo               | Mario Sebastián Diez          | 29 de agosto | 15:00    |
| Deportivo Camioneros         | 3 - 1     | Huracán Las Heras         | Hugo Moyano                   | 29 de agosto | 15:00    |
| Villa Mitre                  | 2 - 2     | Sportivo Peñarol (C)      | El Fortín                     | 29 de agosto | 15:30    |
| Desamparados                 | 2 - 2     | Olimpo                    | El Serpentario                | 29 de agosto | 15:30    |
| Cipolletti                   | 2 - 1     | Ciudad de Bolívar         | La Visera de Cemento          | 29 de agosto | 15:30    |

| Fecha 21                  | Fecha 21  | Fecha 21                     | Fecha 21                      | Fecha 21        | Fecha 21 |
| Local                     | Resultado | Visitante                    | Estadio                       | Fecha           | Hora     |
| ------------------------- | --------- | ---------------------------- | ----------------------------- | --------------- | -------- |
| Deportivo Madryn          | 1 - 0     | Juventud Unida Universitario | Abel Sastre                   | 3 de septiembre | 15:00    |
| Sol de Mayo               | 1 - 0     | Deportivo Camioneros         | Sol de Mayo                   | 4 de septiembre | 15:00    |
| Sportivo Estudiantes (SL) | 0 - 0     | Villa Mitre                  | Héctor Odicino y Pedro Benoza | 4 de septiembre | 15:00    |
| Independiente (C)         | 1 - 2     | Ferro Carril Oeste (GP)      | Raúl Orlando Lungarzo         | 4 de septiembre | 15:00    |
| Olimpo                    | 5 - 1     | Sansinena                    | Roberto N. Carminatti         | 4 de septiembre | 15:30    |
| Sportivo Peñarol (C)      | 1 - 0     | Desamparados                 | Ramón Pablo Rojas             | 4 de septiembre | 16:00    |
| Cipolletti                | 2 - 0     | Círculo Deportivo            | La Visera de Cemento          | 5 de septiembre | 11:00    |
| Ciudad de Bolívar         | 2 - 0     | Huracán Las Heras            | Municipal Eva Perón           | 5 de septiembre | 11:30    |

| Fecha 22                     | Fecha 22  | Fecha 22                  | Fecha 22                      | Fecha 22         | Fecha 22 |
| Local                        | Resultado | Visitante                 | Estadio                       | Fecha            | Hora     |
| ---------------------------- | --------- | ------------------------- | ----------------------------- | ---------------- | -------- |
| Círculo Deportivo            | 2 - 2     | Ciudad de Bolívar         | Guillermo Trama               | 10 de septiembre | 15:00    |
| Ferro Carril Oeste (GP)      | 1 - 0     | Cipolletti                | El Coloso del Barrio Talleres | 10 de septiembre | 15:00    |
| Deportivo Camioneros         | 2 - 2     | Deportivo Madryn          | Hugo Moyano                   | 10 de septiembre | 15:00    |
| Sansinena                    | 1 - 0     | Sportivo Peñarol (C)      | Luis Molina                   | 10 de septiembre | 15:30    |
| Juventud Unida Universitario | 2 - 2     | Olimpo                    | Mario Sebastián Diez          | 10 de septiembre | 15:30    |
| Huracán Las Heras            | 3 - 1     | Sol de Mayo               | General San Martín            | 10 de septiembre | 15:30    |
| Villa Mitre                  | 0 - 1     | Independiente (C)         | El Fortín                     | 10 de septiembre | 16:00    |
| Desamparados                 | 2 - 2     | Sportivo Estudiantes (SL) | El Serpentario                | 10 de septiembre | 16:00    |

| Fecha 23                  | Fecha 23  | Fecha 23                     | Fecha 23                      | Fecha 23         | Fecha 23 |
| Local                     | Resultado | Visitante                    | Estadio                       | Fecha            | Hora     |
| ------------------------- | --------- | ---------------------------- | ----------------------------- | ---------------- | -------- |
| Olimpo                    | 1 - 0     | Deportivo Camioneros         | Roberto N. Carminatti         | 18 de septiembre | 15:30    |
| Ciudad de Bolívar         | 1 - 1     | Sol de Mayo                  | Municipal Eva Perón           | 19 de septiembre | 15:00    |
| Deportivo Madryn          | 2 - 0     | Huracán Las Heras            | Abel Sastre                   | 19 de septiembre | 15:00    |
| Sportivo Estudiantes (SL) | 1 - 2     | Sansinena                    | Héctor Odicino y Pedro Benoza | 19 de septiembre | 15:00    |
| Círculo Deportivo         | 0 - 2     | Ferro Carril Oeste (GP)      | Guillermo Trama               | 19 de septiembre | 15:00    |
| Sportivo Peñarol (C)      | 1 - 2     | Juventud Unida Universitario | Ramón Pablo Rojas             | 19 de septiembre | 16:00    |
| Independiente (C)         | 0 - 0     | Desamparados                 | Raúl Orlando Lungarzo         | 19 de septiembre | 16:00    |
| Cipolletti                | 1 - 0     | Villa Mitre                  | La Visera de Cemento          | 19 de septiembre | 16:00    |

| Fecha 24                     | Fecha 24  | Fecha 24                  | Fecha 24                      | Fecha 24         | Fecha 24 |
| Local                        | Resultado | Visitante                 | Estadio                       | Fecha            | Hora     |
| ---------------------------- | --------- | ------------------------- | ----------------------------- | ---------------- | -------- |
| Desamparados                 | 2 - 0     | Cipolletti                | El Serpentario                | 24 de septiembre | 15:00    |
| Sol de Mayo                  | 0 - 0     | Deportivo Madryn          | Sol de Mayo                   | 25 de septiembre | 15:00    |
| Ferro Carril Oeste (GP)      | 0 - 0     | Ciudad de Bolívar         | El Coloso del Barrio Talleres | 25 de septiembre | 15:00    |
| Deportivo Camioneros         | 0 - 3     | Sportivo Peñarol (C)      | Hugo Moyano                   | 25 de septiembre | 15:30    |
| Sansinena                    | 1 - 1     | Independiente (C)         | Luis Molina                   | 25 de septiembre | 16:00    |
| Huracán Las Heras            | 2 - 0     | Olimpo                    | General San Martín            | 25 de septiembre | 16:00    |
| Villa Mitre                  | 2 - 0     | Círculo Deportivo         | El Fortín                     | 25 de septiembre | 16:00    |
| Juventud Unida Universitario | 0 - 0     | Sportivo Estudiantes (SL) | Mario Sebastián Diez          | 25 de septiembre | 16:30    |

| Fecha 25                  | Fecha 25  | Fecha 25                     | Fecha 25                      | Fecha 25         | Fecha 25 |
| Local                     | Resultado | Visitante                    | Estadio                       | Fecha            | Hora     |
| ------------------------- | --------- | ---------------------------- | ----------------------------- | ---------------- | -------- |
| Ciudad de Bolívar         | 1 - 0     | Deportivo Madryn             | Municipal Eva Perón           | 29 de septiembre | 15:00    |
| Sportivo Estudiantes (SL) | 1 - 4     | Deportivo Camioneros         | Héctor Odicino y Pedro Benoza | 29 de septiembre | 15:00    |
| Círculo Deportivo         | 0 - 1     | Desamparados                 | Guillermo Trama               | 29 de septiembre | 15:00    |
| Ferro Carril Oeste (GP)   | 3 - 0     | Villa Mitre                  | El Coloso del Barrio Talleres | 29 de septiembre | 15:00    |
| Olimpo                    | 0 - 3     | Sol de Mayo                  | Roberto N. Carminatti         | 29 de septiembre | 15:30    |
| Independiente (C)         | 2 - 1     | Juventud Unida Universitario | Raúl Orlando Lungarzo         | 29 de septiembre | 16:00    |
| Sportivo Peñarol (C)      | 4 - 3     | Huracán Las Heras            | Ramón Pablo Rojas             | 29 de septiembre | 16:00    |
| Cipolletti                | 1 - 1     | Sansinena                    | La Visera de Cemento          | 29 de septiembre | 16:00    |

| Fecha 26                     | Fecha 26  | Fecha 26                  | Fecha 26             | Fecha 26     | Fecha 26 |
| Local                        | Resultado | Visitante                 | Estadio              | Fecha        | Hora     |
| ---------------------------- | --------- | ------------------------- | -------------------- | ------------ | -------- |
| Desamparados                 | 1 - 0     | Ferro Carril Oeste (GP)   | El Serpentario       | 3 de octubre | 11:00    |
| Sol de Mayo                  | 2 - 1     | Sportivo Peñarol (C)      | Sol de Mayo          | 3 de octubre | 14:00    |
| Villa Mitre                  | 1 - 0     | Ciudad de Bolívar         | El Fortín            | 3 de octubre | 15:00    |
| Deportivo Madryn             | 2 - 1     | Olimpo                    | Abel Sastre          | 3 de octubre | 15:00    |
| Huracán Las Heras            | 0 - 0     | Sportivo Estudiantes (SL) | General San Martín   | 3 de octubre | 15:00    |
| Juventud Unida Universitario | 1 - 1     | Cipolletti                | Mario Sebastián Diez | 3 de octubre | 15:00    |
| Sansinena                    | 3 - 1     | Círculo Deportivo         | Luis Molina          | 3 de octubre | 15:00    |
| Deportivo Camioneros         | 1 - 2     | Independiente (C)         | Hugo Moyano          | 3 de octubre | 15:30    |

| Fecha 27                  | Fecha 27  | Fecha 27                     | Fecha 27                      | Fecha 27      | Fecha 27 |
| Local                     | Resultado | Visitante                    | Estadio                       | Fecha         | Hora     |
| ------------------------- | --------- | ---------------------------- | ----------------------------- | ------------- | -------- |
| Ciudad de Bolívar         | 1 - 0     | Olimpo                       | Municipal Eva Perón           | 10 de octubre | 15:00    |
| Sportivo Estudiantes (SL) | 0 - 1     | Sol de Mayo                  | Héctor Odicino y Pedro Benoza | 10 de octubre | 15:00    |
| Independiente (C)         | 1 - 1     | Huracán Las Heras            | Raúl Orlando Lungarzo         | 10 de octubre | 15:00    |
| Cipolletti                | 1 - 1     | Deportivo Camioneros         | La Visera de Cemento          | 10 de octubre | 15:00    |
| Círculo Deportivo         | 0 - 1     | Juventud Unida Universitario | Guillermo Trama               | 10 de octubre | 15:00    |
| Sportivo Peñarol (C)      | 1 - 0     | Deportivo Madryn             | Ramón Pablo Rojas             | 10 de octubre | 15:20    |
| Villa Mitre               | 3 - 0     | Desamparados                 | El Fortín                     | 10 de octubre | 16:00    |
| Ferro Carril Oeste (GP)   | 3 - 2     | Sansinena                    | El Coloso del Barrio Talleres | 11 de octubre | 16:30    |

| Fecha 28                     | Fecha 28  | Fecha 28                  | Fecha 28              | Fecha 28      | Fecha 28 |
| Local                        | Resultado | Visitante                 | Estadio               | Fecha         | Hora     |
| ---------------------------- | --------- | ------------------------- | --------------------- | ------------- | -------- |
| Deportivo Camioneros         | 2 - 0     | Círculo Deportivo         | Hugo Moyano           | 16 de octubre | 15:00    |
| Sol de Mayo                  | 0 - 0     | Independiente (C)         | Sol de Mayo           | 16 de octubre | 15:30    |
| Deportivo Madryn             | 3 - 1     | Sportivo Estudiantes (SL) | Abel Sastre           | 16 de octubre | 15:30    |
| Huracán Las Heras            | 2 - 3     | Cipolletti                | General San Martín    | 16 de octubre | 16:00    |
| Olimpo                       | 0 - 2     | Sportivo Peñarol (C)      | Roberto N. Carminatti | 17 de octubre | 16:00    |
| Sansinena                    | 0 - 1     | Villa Mitre               | Luis Molina           | 17 de octubre | 16:30    |
| Desamparados                 | 2 - 1     | Ciudad de Bolívar         | El Serpentario        | 17 de octubre | 16:45    |
| Juventud Unida Universitario | 1 - 0     | Ferro Carril Oeste (GP)   | Mario Sebastián Diez  | 17 de octubre | 17:00    |

| Fecha 29                  | Fecha 29  | Fecha 29                     | Fecha 29                      | Fecha 29      | Fecha 29 |
| Local                     | Resultado | Visitante                    | Estadio                       | Fecha         | Hora     |
| ------------------------- | --------- | ---------------------------- | ----------------------------- | ------------- | -------- |
| Ferro Carril Oeste (GP)   | 2 - 0     | Deportivo Camioneros         | El Coloso del Barrio Talleres | 23 de octubre | 17:00    |
| Sportivo Estudiantes (SL) | 0 - 1     | Olimpo                       | Héctor Odicino y Pedro Benoza | 24 de octubre | 16:00    |
| Círculo Deportivo         | 0 - 2     | Huracán Las Heras            | Guillermo Trama               | 24 de octubre | 16:00    |
| Villa Mitre               | 2 - 1     | Juventud Unida Universitario | El Fortín                     | 24 de octubre | 16:30    |
| Ciudad de Bolívar         | 3 - 1     | Sportivo Peñarol (C)         | Municipal Eva Perón           | 24 de octubre | 17:00    |
| Independiente (C)         | 1 - 0     | Deportivo Madryn             | Raúl Orlando Lungarzo         | 24 de octubre | 17:00    |
| Desamparados              | 1 - 0     | Sansinena                    | El Serpentario                | 24 de octubre | 17:00    |
| Cipolletti                | 1 - 1     | Sol de Mayo                  | La Visera de Cemento          | 24 de octubre | 18:00    |

| Fecha 30                     | Fecha 30  | Fecha 30                  | Fecha 30              | Fecha 30      | Fecha 30 |
| Local                        | Resultado | Visitante                 | Estadio               | Fecha         | Hora     |
| ---------------------------- | --------- | ------------------------- | --------------------- | ------------- | -------- |
| Sansinena                    | 3 - 2     | Ciudad de Bolívar         | Luis Molina           | 30 de octubre | 16:00    |
| Deportivo Madryn             | 0 - 0     | Cipolletti                | Abel Sastre           | 30 de octubre | 16:00    |
| Sol de Mayo                  | 4 - 2     | Círculo Deportivo         | Sol de Mayo           | 30 de octubre | 20:30    |
| Olimpo                       | 2 - 1     | Independiente (C)         | Roberto N. Carminatti | 31 de octubre | 16:30    |
| Sportivo Peñarol (C)         | 1 - 0     | Sportivo Estudiantes (SL) | Ramón Pablo Rojas     | 31 de octubre | 16:30    |
| Juventud Unida Universitario | 2 - 1     | Desamparados              | Mario Sebastián Diez  | 31 de octubre | 17:00    |
| Deportivo Camioneros         | 0 - 1     | Villa Mitre               | Hugo Moyano           | 31 de octubre | 17:00    |
| Huracán Las Heras            | 3 - 1     | Ferro Carril Oeste (GP)   | General San Martín    | 31 de octubre | 17:00    |

| 1. 2. |

### Zona B

#### Tabla de posiciones final
| Pos. | Equipo                       | Pts. | PJ | PG | PE | PP | GF | GC | Dif. |
| ---- | ---------------------------- | ---- | -- | -- | -- | -- | -- | -- | ---- |
| 1.º  | Racing (C)                   | 57   | 28 | 16 | 9  | 3  | 43 | 16 | 27   |
| 2.º  | Gimnasia y Tiro (S)          | 55   | 28 | 15 | 10 | 3  | 36 | 20 | 16   |
| 3.º  | Central Norte (S)            | 49   | 28 | 12 | 13 | 3  | 40 | 22 | 18   |
| 4.º  | Chaco For Ever               | 47   | 28 | 12 | 11 | 5  | 33 | 20 | 13   |
| 5.º  | Sportivo Las Parejas         | 41   | 28 | 11 | 8  | 9  | 34 | 28 | 6    |
| 6.º  | Defensores de Pronunciamento | 38   | 28 | 10 | 8  | 10 | 32 | 32 | 0    |
| 7.º  | Juventud Unida (G)           | 38   | 28 | 10 | 8  | 10 | 28 | 34 | −6   |
| 8.º  | Defensores de Belgrano (VR)  | 37   | 28 | 10 | 7  | 11 | 36 | 40 | −4   |
| 9.º  | Sarmiento (R)                | 36   | 28 | 9  | 9  | 10 | 38 | 41 | −3   |
| 10.º | Boca Unidos                  | 33   | 28 | 7  | 12 | 9  | 38 | 36 | 2    |
| 11.º | Unión (S)                    | 30   | 28 | 7  | 9  | 12 | 28 | 40 | −12  |
| 12.º | Douglas Haig                 | 27   | 28 | 7  | 6  | 15 | 19 | 25 | −6   |
| 13.º | Sportivo Belgrano            | 26   | 28 | 5  | 11 | 12 | 25 | 35 | −10  |
| 14.º | Gimnasia y Esgrima (CdU)     | 26   | 28 | 7  | 5  | 16 | 21 | 42 | −21  |
| 15.º | Crucero del Norte            | 22   | 28 | 4  | 10 | 14 | 19 | 39 | −20  |

|  | Clasificado a la Etapa final y a la Copa Argentina 2022.                             |
|  | Clasificados a la Primera ronda de la Etapa eliminatoria y a la Copa Argentina 2022. |
|  | Clasificados a la Primera ronda de la Etapa eliminatoria.                            |

##### Evolución de las posiciones

###### Primera rueda
| Equipo / Fecha               | 1    | 2    | 3    | 4    | 5    | 6    | 7    | 8    | 9    | 10   | 11   | 12   | 13   | 14   | 15   |
| ---------------------------- | ---- | ---- | ---- | ---- | ---- | ---- | ---- | ---- | ---- | ---- | ---- | ---- | ---- | ---- | ---- |
| Boca Unidos                  | 5.º  | 9.º  | 10.º | 8.º  | 5.º  | 5.º  | 6.º  | 7.º  | 10.º | 6.º  | 7.º  | 6.º  | 6.º  | 7.º  | 7.º  |
| Central Norte (S)            | 5.º  | 7.º  | 8.º  | 9.º  | 10.º | 10.º | 7.º  | 4.º  | 4.º  | 4.º  | 4.º  | 4.º  | 5.º  | 5.º  | 6.º  |
| Chaco For Ever               | 1.º  | 1.º  | 1.º  | 1.º  | 4.º  | 6.º  | 2.º  | 2.º  | 3.º  | 3.º  | 3.º  | 3.º  | 4.º  | 3.º  | 3.º  |
| Crucero del Norte            | 3.º  | 6.º  | 5.º  | 7.º  | 7.º  | 8.º  | 11.º | 12.º | 13.º | 12.º | 13.º | 13.º | 15.º | 15.º | 15.º |
| Defensores de Belgrano (VR)  | 2.º  | 3.º  | 3.º  | 4.º  | 6.º  | 3.º  | 4.º  | 8.º  | 9.º  | 8.º  | 5.º  | 2.º  | 3.º  | 4.º  | 5.º  |
| Defensores de Pronunciamento | 5.º  | 11.º | 11.º | 12.º | 12.º | 13.º | 14.º | 11.º | 8.º  | 7.º  | 8.º  | 8.º  | 8.º  | 9.º  | 9.º  |
| Douglas Haig                 | 12.º | 15.º | 15.º | 10.º | 13.º | 9.º  | 12.º | 13.º | 12.º | 13.º | 14.º | 14.º | 12.º | 13.º | 14.º |
| Gimnasia y Esgrima (CdU)     | -    | 5.º  | 4.º  | 6.º  | 3.º  | 7.º  | 9.º  | 9.º  | 11.º | 11.º | 9.º  | 10.º | 10.º | 10.º | 12.º |
| Gimnasia y Tiro (S)          | 5.º  | 1.º  | 7.º  | 5.º  | 8.º  | 4.º  | 3.º  | 3.º  | 2.º  | 2.º  | 2.º  | 2.º  | 2.º  | 2.º  | 2.º  |
| Juventud Unida (G)           | 12.º | 12.º | 14.º | 14.º | 14.º | 15.º | 15.º | 15.º | 15.º | 15.º | 15.º | 15.º | 14.º | 11.º | 10.º |
| Racing (C)                   | 3.º  | 4.º  | 2.º  | 3.º  | 1.º  | 1.º  | 1.º  | 1.º  | 1.º  | 1.º  | 1.º  | 1.º  | 1.º  | 1.º  | 1.º  |
| Sarmiento (R)                | 14.º | 13.º | 12.º | 13.º | 11.º | 12.º | 10.º | 6.º  | 6.º  | 9.º  | 10.º | 9.º  | 11.º | 8.º  | 8.º  |
| Sportivo Belgrano            | 5.º  | 8.º  | 6.º  | 2.º  | 2.º  | 2.º  | 5.º  | 5.º  | 5.º  | 5.º  | 6.º  | 7.º  | 7.º  | 12.º | 11.º |
| Sportivo Las Parejas         | 5.º  | 14.º | 13.º | 15.º | 15.º | 14.º | 13.º | 14.º | 14.º | 14.º | 12.º | 12.º | 9.º  | 6.º  | 4.º  |
| Unión (S)                    | 5.º  | 10.º | 9.º  | 11.º | 9.º  | 11.º | 8.º  | 10.º | 7.º  | 10.º | 11.º | 11.º | 13.º | 14.º | 13.º |

|  |

###### Segunda rueda
| Equipo / Fecha               | 16   | 17   | 18   | 19   | 20   | 21   | 22   | 23   | 24   | 25   | 26   | 27   | 28   | 29   | 30   |
| ---------------------------- | ---- | ---- | ---- | ---- | ---- | ---- | ---- | ---- | ---- | ---- | ---- | ---- | ---- | ---- | ---- |
| Boca Unidos                  | 10.º | 10.º | 9.º  | 9.º  | 5.º  | 6.º  | 8.º  | 5.º  | 7.º  | 9.º  | 10.º | 11.º | 11.º | 10.º | 10.º |
| Central Norte (S)            | 5.º  | 4.º  | 4.º  | 3.º  | 3.º  | 3.º  | 4.º  | 3.º  | 3.º  | 4.º  | 3.º  | 3.º  | 3.º  | 3.º  | 3.º  |
| Chaco For Ever               | 3.º  | 3.º  | 3.º  | 4.º  | 4.º  | 4.º  | 3.º  | 4.º  | 4.º  | 3.º  | 4.º  | 4.º  | 4.º  | 4.º  | 4.º  |
| Crucero del Norte            | 15.º | 14.º | 14.º | 15.º | 14.º | 14.º | 14.º | 15.º | 15.º | 15.º | 15.º | 15.º | 15.º | 15.º | 15.º |
| Defensores de Belgrano (VR)  | 7.º  | 7.º  | 8.º  | 11.º | 11.º | 11.º | 7.º  | 9.º  | 6.º  | 7.º  | 7.º  | 8.º  | 7.º  | 7.º  | 8.º  |
| Defensores de Pronunciamento | 8.º  | 8.º  | 7.º  | 8.º  | 9.º  | 10.º | 11.º | 11.º | 10.º | 8.º  | 5.º  | 6.º  | 6.º  | 6.º  | 6.º  |
| Douglas Haig                 | 13.º | 15.º | 15.º | 14.º | 15.º | 15.º | 15.º | 14.º | 14.º | 13.º | 14.º | 13.º | 14.º | 12.º | 12.º |
| Gimnasia y Esgrima (CdU)     | 12.º | 12.º | 10.º | 10.º | 12.º | 12.º | 12.º | 13.º | 12.º | 12.º | 13.º | 12.º | 12.º | 14.º | 14.º |
| Gimnasia y Tiro (S)          | 2.º  | 2.º  | 2.º  | 2.º  | 2.º  | 2.º  | 1.º  | 2.º  | 1.º  | 2.º  | 2.º  | 2.º  | 2.º  | 2.º  | 2.º  |
| Juventud Unida (G)           | 9.º  | 9.º  | 11.º | 12.º | 10.º | 7.º  | 5.º  | 6.º  | 8.º  | 6.º  | 8.º  | 7.º  | 8.º  | 8.º  | 7.º  |
| Racing (C)                   | 1.º  | 1.º  | 1.º  | 1.º  | 1.º  | 1.º  | 2.º  | 1.º  | 2.º  | 1.º  | 1.º  | 1.º  | 1.º  | 1.º  | 1.º  |
| Sarmiento (R)                | 6.º  | 6.º  | 6.º  | 6.º  | 7.º  | 8.º  | 10.º | 10.º | 11.º | 11.º | 11.º | 10.º | 10.º | 9.º  | 9.º  |
| Sportivo Belgrano            | 11.º | 11.º | 13.º | 13.º | 13.º | 13.º | 13.º | 12.º | 13.º | 14.º | 12.º | 14.º | 13.º | 13.º | 13.º |
| Sportivo Las Parejas         | 4.º  | 5.º  | 5.º  | 5.º  | 6.º  | 5.º  | 9.º  | 7.º  | 5.º  | 5.º  | 6.º  | 5.º  | 5.º  | 5.º  | 5.º  |
| Unión (S)                    | 14.º | 13.º | 11.º | 7.º  | 8.º  | 9.º  | 6.º  | 8.º  | 9.º  | 10.º | 9.º  | 9.º  | 9.º  | 11.º | 11.º |

|  |

#### Resultados

##### Primera rueda
| Fecha 1                         | Fecha 1   | Fecha 1              | Fecha 1                     | Fecha 1     | Fecha 1 |
| Local                           | Resultado | Visitante            | Estadio                     | Fecha       | Hora    |
| ------------------------------- | --------- | -------------------- | --------------------------- | ----------- | ------- |
| Crucero del Norte               | 1 - 0     | Juventud Unida (G)   | Comandante Andrés Guacurarí | 10 de abril | 16:00   |
| Defensores de Belgrano (VR)     | 2 - 1     | Sarmiento (R)        | Salomón Boeseldín           | 11 de abril | 16:00   |
| Defensores de Pronunciamiento   | 2 - 2     | Sportivo Belgrano    | Delio Cardozo               | 11 de abril | 16:00   |
| Racing (C)                      | 1 - 0     | Douglas Haig         | Miguel Sancho               | 11 de abril | 16:30   |
| Unión (S)                       | 2 - 2     | Gimnasia y Tiro (S)  | De la Avenida               | 11 de abril | 16:30   |
| Central Norte (S)               | 2 - 2     | Boca Unidos          | Padre Ernesto Martearena    | 11 de abril | 17:00   |
| Chaco For Ever                  | 3 - 1     | Sportivo Las Parejas | Juan Alberto García         | 11 de abril | 17:30   |
| Libre: Gimnasia y Esgrima (CdU) |           |                      |                             |             |         |

| Fecha 2                              | Fecha 2   | Fecha 2                     | Fecha 2              | Fecha 2     | Fecha 2 |
| Local                                | Resultado | Visitante                   | Estadio              | Fecha       | Hora    |
| ------------------------------------ | --------- | --------------------------- | -------------------- | ----------- | ------- |
| Juventud Unida (G)                   | 3 - 3     | Central Norte (S)           | De los Eucaliptos    | 18 de abril | 15:30   |
| Douglas Haig                         | 0 - 1     | Gimnasia y Esgrima (CdU)    | Miguel Morales       | 18 de abril | 15:30   |
| Sportivo Belgrano                    | 2 - 2     | Defensores de Belgrano (VR) | Oscar Carlos Boero   | 18 de abril | 16:00   |
| Boca Unidos                          | 1 - 1     | Chaco For Ever              | Leoncio Benítez      | 18 de abril | 16:00   |
| Gimnasia y Tiro (S)                  | 2 - 0     | Crucero del Norte           | El Gigante del Norte | 18 de abril | 16:30   |
| Sarmiento (R)                        | 0 - 0     | Unión (S)                   | Centenario           | 18 de abril | 17:30   |
| Sportivo Las Parejas                 | 0 - 0     | Racing (C)                  | 4 de Septiembre      | 18 de abril | 19:00   |
| Libre: Defensores de Pronunciamiento |           |                             |                      |             |         |

| Fecha 3                     | Fecha 3   | Fecha 3                       | Fecha 3                     | Fecha 3     | Fecha 3 |
| Local                       | Resultado | Visitante                     | Estadio                     | Fecha       | Hora    |
| --------------------------- | --------- | ----------------------------- | --------------------------- | ----------- | ------- |
| Crucero del Norte           | 1 - 0     | Sarmiento (R)                 | Comandante Andrés Guacurarí | 24 de abril | 16:00   |
| Chaco For Ever              | 5 - 0     | Juventud Unida (G)            | Juan Alberto García         | 25 de abril | 15:45   |
| Gimnasia y Esgrima (CdU)    | 1 - 0     | Sportivo Las Parejas          | Manuel y Ramón Núñez        | 25 de abril | 16:00   |
| Racing (C)                  | 2 - 0     | Boca Unidos                   | Miguel Sancho               | 25 de abril | 16:00   |
| Defensores de Belgrano (VR) | 1 - 0     | Defensores de Pronunciamiento | Salomón Boeseldín           | 25 de abril | 16:00   |
| Central Norte (S)           | 1 - 1     | Gimnasia y Tiro (S)           | Padre Ernesto Martearena    | 25 de abril | 16:30   |
| Unión (S)                   | 0 - 2     | Sportivo Belgrano             | De la Avenida               | 25 de abril | 18:00   |
| Libre: Douglas Haig         |           |                               |                             |             |         |

| Fecha 4                            | Fecha 4   | Fecha 4                  | Fecha 4              | Fecha 4   | Fecha 4 |
| Local                              | Resultado | Visitante                | Estadio              | Fecha     | Hora    |
| ---------------------------------- | --------- | ------------------------ | -------------------- | --------- | ------- |
| Defensores de Pronunciamiento      | 2 - 2     | Unión (S)                | Delio Cardozo        | 2 de mayo | 15:30   |
| Juventud Unida (G)                 | 0 - 0     | Racing (C)               | De los Eucaliptos    | 2 de mayo | 15:30   |
| Gimnasia y Tiro (S)                | 1 - 1     | Chaco For Ever           | El Gigante del Norte | 2 de mayo | 15:45   |
| Sportivo Belgrano                  | 3 - 1     | Crucero del Norte        | Oscar Carlos Boero   | 2 de mayo | 16:00   |
| Sarmiento (R)                      | 1 - 1     | Central Norte (S)        | Centenario           | 2 de mayo | 16:00   |
| Boca Unidos                        | 1 - 0     | Gimnasia y Esgrima (CdU) | Leoncio Benítez      | 2 de mayo | 16:00   |
| Sportivo Las Parejas               | 0 - 2     | Douglas Haig             | 4 de Septiembre      | 2 de mayo | 16:00   |
| Libre: Defensores de Belgrano (VR) |           |                          |                      |           |         |

| Fecha 5                     | Fecha 5   | Fecha 5                       | Fecha 5                     | Fecha 5   | Fecha 5 |
| Local                       | Resultado | Visitante                     | Estadio                     | Fecha     | Hora    |
| --------------------------- | --------- | ----------------------------- | --------------------------- | --------- | ------- |
| Crucero del Norte           | 0 - 0     | Defensores de Pronunciamiento | Comandante Andrés Guacurarí | 8 de mayo | 16:00   |
| Douglas Haig                | 1 - 2     | Boca Unidos                   | Miguel Morales              | 9 de mayo | 15:30   |
| Racing (C)                  | 2 - 0     | Gimnasia y Tiro (S)           | Miguel Sancho               | 9 de mayo | 15:30   |
| Unión (S)                   | 1 - 0     | Defensores de Belgrano (VR)   | De la Avenida               | 9 de mayo | 15:30   |
| Chaco For Ever              | 0 - 1     | Sarmiento (R)                 | Juan Alberto García         | 9 de mayo | 15:45   |
| Gimnasia y Esgrima (CdU)    | 2 - 1     | Juventud Unida (G)            | Manuel y Ramón Núñez        | 9 de mayo | 16:00   |
| Central Norte (S)           | 1 - 1     | Sportivo Belgrano             | Padre Ernesto Martearena    | 9 de mayo | 16:30   |
| Libre: Sportivo Las Parejas |           |                               |                             |           |         |

| Fecha 6                       | Fecha 6   | Fecha 6                  | Fecha 6              | Fecha 6    | Fecha 6 |
| Local                         | Resultado | Visitante                | Estadio              | Fecha      | Hora    |
| ----------------------------- | --------- | ------------------------ | -------------------- | ---------- | ------- |
| Gimnasia y Tiro (S)           | 2 - 0     | Gimnasia y Esgrima (CdU) | El Gigante del Norte | 16 de mayo | 14:30   |
| Juventud Unida (G)            | 0 - 2     | Douglas Haig             | De los Eucaliptos    | 16 de mayo | 15:00   |
| Defensores de Pronunciamiento | 0 - 0     | Central Norte (S)        | Delio Cardozo        | 16 de mayo | 15:30   |
| Sportivo Belgrano             | 1 - 1     | Chaco For Ever           | Oscar Carlos Boero   | 16 de mayo | 15:30   |
| Defensores de Belgrano (VR)   | 4 - 1     | Crucero del Norte        | Salomón Boeseldín    | 16 de mayo | 16:00   |
| Sarmiento (R)                 | 0 - 3     | Racing (C)               | Centenario           | 16 de mayo | 16:45   |
| Boca Unidos                   | 1 - 1     | Sportivo Las Parejas     | Leoncio Benítez      | 18 de mayo | 15:00   |
| Libre: Unión (S)              |           |                          |                      |            |         |

| Fecha 7                  | Fecha 7   | Fecha 7                       | Fecha 7                     | Fecha 7    | Fecha 7 |
| Local                    | Resultado | Visitante                     | Estadio                     | Fecha      | Hora    |
| ------------------------ | --------- | ----------------------------- | --------------------------- | ---------- | ------- |
| Douglas Haig             | 0 - 1     | Gimnasia y Tiro (S)           | Miguel Morales              | 7 de junio | 15:00   |
| Gimnasia y Esgrima (CdU) | 2 - 4     | Sarmiento (R)                 | Manuel y Ramón Núñez        | 7 de junio | 15:00   |
| Racing (C)               | 2 - 0     | Sportivo Belgrano             | Miguel Sancho               | 7 de junio | 15:30   |
| Chaco For Ever           | 2 - 1     | Defensores de Pronunciamiento | Juan Alberto García         | 7 de junio | 15:30   |
| Central Norte (S)        | 1 - 0     | Defensores de Belgrano (VR)   | Padre Ernesto Martearena    | 7 de junio | 16:00   |
| Crucero del Norte        | 0 - 2     | Unión (S)                     | Comandante Andrés Guacurarí | 8 de junio | 15:00   |
| Sportivo Las Parejas     | 1 - 0     | Juventud Unida (G)            | 4 de Septiembre             | 8 de junio | 16:00   |
| Libre: Boca Unidos       |           |                               |                             |            |         |

| Fecha 8                       | Fecha 8   | Fecha 8                  | Fecha 8              | Fecha 8     | Fecha 8 |
| Local                         | Resultado | Visitante                | Estadio              | Fecha       | Hora    |
| ----------------------------- | --------- | ------------------------ | -------------------- | ----------- | ------- |
| Sarmiento (R)                 | 1 - 0     | Douglas Haig             | Centenario           | 19 de junio | 15:00   |
| Defensores de Pronunciamiento | 1 - 0     | Racing (C)               | Delio Cardozo        | 19 de junio | 15:00   |
| Juventud Unida (G)            | 1 - 1     | Boca Unidos              | De los Eucaliptos    | 19 de junio | 15:30   |
| Defensores de Belgrano (VR)   | 0 - 1     | Chaco For Ever           | Salomón Boeseldín    | 19 de junio | 15:45   |
| Sportivo Belgrano             | 1 - 1     | Gimnasia y Esgrima (CdU) | Oscar Carlos Boero   | 19 de junio | 16:00   |
| Unión (S)                     | 0 - 1     | Central Norte (S)        | De la Avenida        | 20 de junio | 15:30   |
| Gimnasia y Tiro (S)           | 1 - 0     | Sportivo Las Parejas     | El Gigante del Norte | 20 de junio | 15:30   |
| Libre: Crucero del Norte      |           |                          |                      |             |         |

| Fecha 9                   | Fecha 9   | Fecha 9                       | Fecha 9                  | Fecha 9     | Fecha 9 |
| Local                     | Resultado | Visitante                     | Estadio                  | Fecha       | Hora    |
| ------------------------- | --------- | ----------------------------- | ------------------------ | ----------- | ------- |
| Boca Unidos               | 1 - 3     | Gimnasia y Tiro (S)           | Leoncio Benítez          | 26 de junio | 15:00   |
| Douglas Haig              | 0 - 0     | Sportivo Belgrano             | Miguel Morales           | 27 de junio | 15:00   |
| Gimnasia y Esgrima (CdU)  | 0 - 1     | Defensores de Pronunciamiento | Manuel y Ramón Núñez     | 27 de junio | 15:00   |
| Racing (C)                | 3 - 0     | Defensores de Belgrano (VR)   | Miguel Sancho            | 27 de junio | 15:00   |
| Chaco For Ever            | 2 - 2     | Unión (S)                     | Juan Alberto García      | 27 de junio | 15:30   |
| Central Norte (S)         | 4 - 1     | Crucero del Norte             | Padre Ernesto Martearena | 27 de junio | 15:30   |
| Sportivo Las Parejas      | 2 - 2     | Sarmiento (R)                 | 4 de Septiembre          | 27 de junio | 16:00   |
| Libre: Juventud Unida (G) |           |                               |                          |             |         |

| Fecha 10                      | Fecha 10  | Fecha 10                 | Fecha 10                    | Fecha 10   | Fecha 10 |
| Local                         | Resultado | Visitante                | Estadio                     | Fecha      | Hora     |
| ----------------------------- | --------- | ------------------------ | --------------------------- | ---------- | -------- |
| Sportivo Belgrano             | 2 - 2     | Sportivo Las Parejas     | Oscar Carlos Boero          | 2 de julio | 17:00    |
| Crucero del Norte             | 0 - 0     | Chaco For Ever           | Comandante Andrés Guacurarí | 3 de julio | 15:00    |
| Defensores de Pronunciamiento | 2 - 1     | Douglas Haig             | Delio Cardozo               | 3 de julio | 15:00    |
| Unión (S)                     | 1 - 2     | Racing (C)               | De la Avenida               | 3 de julio | 15:30    |
| Defensores de Belgrano (VR)   | 2 - 1     | Gimnasia y Esgrima (CdU) | Salomón Boeseldín           | 3 de julio | 15:30    |
| Sarmiento (R)                 | 0 - 3     | Boca Unidos              | Centenario                  | 3 de julio | 15:30    |
| Gimnasia y Tiro (S)           | 1 - 1     | Juventud Unida (G)       | El Gigante del Norte        | 3 de julio | 15:30    |
| Libre: Central Norte (S)      |           |                          |                             |            |          |

| Fecha 11                   | Fecha 11  | Fecha 11                      | Fecha 11             | Fecha 11   | Fecha 11 |
| Local                      | Resultado | Visitante                     | Estadio              | Fecha      | Hora     |
| -------------------------- | --------- | ----------------------------- | -------------------- | ---------- | -------- |
| Douglas Haig               | 0 - 2     | Defensores de Belgrano (VR)   | Miguel Morales       | 7 de julio | 14:45    |
| Juventud Unida (G)         | 1 - 1     | Sarmiento (R)                 | De los Eucaliptos    | 7 de julio | 15:00    |
| Boca Unidos                | 1 - 1     | Sportivo Belgrano             | Leoncio Benítez      | 7 de julio | 15:00    |
| Sportivo Las Parejas       | 2 - 1     | Defensores de Pronunciamiento | 4 de Septiembre      | 7 de julio | 15:00    |
| Gimnasia y Esgrima (CdU)   | 1 - 0     | Unión (S)                     | Manuel y Ramón Núñez | 7 de julio | 15:00    |
| Racing (C)                 | 3 - 0     | Crucero del Norte             | Miguel Sancho        | 7 de julio | 15:00    |
| Chaco For Ever             | 2 - 2     | Central Norte (S)             | Juan Alberto García  | 7 de julio | 15:30    |
| Libre: Gimnasia y Tiro (S) |           |                               |                      |            |          |

| Fecha 12                      | Fecha 12  | Fecha 12                 | Fecha 12                    | Fecha 12    | Fecha 12 |
| Local                         | Resultado | Visitante                | Estadio                     | Fecha       | Hora     |
| ----------------------------- | --------- | ------------------------ | --------------------------- | ----------- | -------- |
| Crucero del Norte             | 3 - 0     | Gimnasia y Esgrima (CdU) | Comandante Andrés Guacurarí | 11 de julio | 15:00    |
| Defensores de Pronunciamiento | 0 - 0     | Boca Unidos              | Delio Cardozo               | 11 de julio | 15:00    |
| Central Norte (S)             | 0 - 0     | Racing (C)               | Padre Ernesto Martearena    | 11 de julio | 15:30    |
| Unión (S)                     | 0 - 0     | Douglas Haig             | De la Avenida               | 11 de julio | 15:30    |
| Defensores de Belgrano (VR)   | 2 - 2     | Sportivo Las Parejas     | Salomón Boeseldín           | 11 de julio | 15:30    |
| Sportivo Belgrano             | 0 - 2     | Juventud Unida (G)       | Oscar Carlos Boero          | 11 de julio | 15:30    |
| Sarmiento (R)                 | 0 - 1     | Gimnasia y Tiro (S)      | Centenario                  | 11 de julio | 15:30    |
| Libre: Chaco For Ever         |           |                          |                             |             |          |

| Fecha 13                 | Fecha 13  | Fecha 13                     | Fecha 13             | Fecha 13    | Fecha 13 |
| Local                    | Resultado | Visitante                    | Estadio              | Fecha       | Hora     |
| ------------------------ | --------- | ---------------------------- | -------------------- | ----------- | -------- |
| Douglas Haig             | 1 - 0     | Crucero del Norte            | Miguel Morales       | 17 de julio | 15:00    |
| Juventud Unida (G)       | 2 - 1     | Defensores de Pronunciamento | De los Eucaliptos    | 18 de julio | 15:00    |
| Boca Unidos              | 1 - 2     | Defensores de Belgrano (VR)  | Leoncio Benítez      | 18 de julio | 15:00    |
| Gimnasia y Esgrima (CdU) | 0 - 0     | Central Norte (S)            | Manuel y Ramón Núñez | 18 de julio | 15:00    |
| Racing (C)               | 2 - 1     | Chaco For Ever               | Miguel Sancho        | 18 de julio | 15:00    |
| Gimnasia y Tiro (S)      | 2 - 1     | Sportivo Belgrano            | El Gigante del Norte | 18 de julio | 15:30    |
| Sportivo Las Parejas     | 2 - 0     | Unión (S)                    | 4 de Septiembre      | 18 de julio | 16:00    |
| Libre: Sarmiento (R)     |           |                              |                      |             |          |

| Fecha 14                      | Fecha 14  | Fecha 14                 | Fecha 14                    | Fecha 14    | Fecha 14 |
| Local                         | Resultado | Visitante                | Estadio                     | Fecha       | Hora     |
| ----------------------------- | --------- | ------------------------ | --------------------------- | ----------- | -------- |
| Defensores de Pronunciamiento | 0 - 0     | Gimnasia y Tiro (S)      | Delio Cardozo               | 24 de julio | 15:00    |
| Crucero del Norte             | 0 - 2     | Sportivo Las Parejas     | Comandante Andrés Guacurarí | 24 de julio | 15:30    |
| Unión (S)                     | 2 - 2     | Boca Unidos              | De la Avenida               | 25 de julio | 15:00    |
| Chaco For Ever                | 1 - 0     | Gimnasia y Esgrima (CdU) | Juan Alberto García         | 25 de julio | 15:00    |
| Central Norte (S)             | 0 - 0     | Douglas Haig             | Padre Ernesto Martearena    | 25 de julio | 15:30    |
| Defensores de Belgrano (VR)   | 0 - 3     | Juventud Unida (G)       | Salomón Boeseldín           | 25 de julio | 15:30    |
| Sportivo Belgrano             | 0 - 2     | Sarmiento (R)            | Oscar Carlos Boero          | 25 de julio | 15:30    |
| Libre: Racing (C)             |           |                          |                             |             |          |

| Fecha 15                 | Fecha 15  | Fecha 15                      | Fecha 15             | Fecha 15    | Fecha 15 |
| Local                    | Resultado | Visitante                     | Estadio              | Fecha       | Hora     |
| ------------------------ | --------- | ----------------------------- | -------------------- | ----------- | -------- |
| Douglas Haig             | 0 - 1     | Chaco For Ever                | Miguel Morales       | 31 de julio | 15:00    |
| Boca Unidos              | 2 - 2     | Crucero del Norte             | Leoncio Benítez      | 31 de julio | 15:30    |
| Juventud Unida (G)       | 0 - 0     | Unión (S)                     | De los Eucaliptos    | 1 de agosto | 15:00    |
| Gimnasia y Esgrima (CdU) | 1 - 3     | Racing (C)                    | Manuel y Ramón Núñez | 1 de agosto | 15:00    |
| Sarmiento (R)            | 2 - 2     | Defensores de Pronunciamiento | Centenario           | 1 de agosto | 15:30    |
| Gimnasia y Tiro (S)      | 2 - 1     | Defensores de Belgrano (VR)   | El Gigante del Norte | 1 de agosto | 15:30    |
| Sportivo Las Parejas     | 2 - 1     | Central Norte (S)             | 4 de Septiembre      | 1 de agosto | 16:00    |
| Libre: Sportivo Belgrano |           |                               |                      |             |          |

| 1. |

##### Segunda rueda
| Fecha 16                        | Fecha 16  | Fecha 16                      | Fecha 16             | Fecha 16    | Fecha 16 |
| Local                           | Resultado | Visitante                     | Estadio              | Fecha       | Hora     |
| ------------------------------- | --------- | ----------------------------- | -------------------- | ----------- | -------- |
| Boca Unidos                     | 2 - 3     | Central Norte (S)             | Leoncio Benítez      | 7 de agosto | 15:00    |
| Gimnasia y Tiro (S)             | 2 - 0     | Unión (S)                     | El Gigante del Norte | 7 de agosto | 15:30    |
| Douglas Haig                    | 0 - 0     | Racing (C)                    | Miguel Morales       | 8 de agosto | 14:45    |
| Juventud Unida (G)              | 1 - 0     | Crucero del Norte             | De los Eucaliptos    | 8 de agosto | 15:00    |
| Sarmiento (R)                   | 4 - 1     | Defensores de Belgrano (VR)   | Centenario           | 8 de agosto | 15:30    |
| Sportivo Las Parejas            | 2 - 0     | Chaco For Ever                | 4 de Septiembre      | 8 de agosto | 16:00    |
| Sportivo Belgrano               | 1 - 2     | Defensores de Pronunciamiento | Oscar Carlos Boero   | 8 de agosto | 16:00    |
| Libre: Gimnasia y Esgrima (CdU) |           |                               |                      |             |          |

| Fecha 17                             | Fecha 17  | Fecha 17             | Fecha 17                    | Fecha 17     | Fecha 17 |
| Local                                | Resultado | Visitante            | Estadio                     | Fecha        | Hora     |
| ------------------------------------ | --------- | -------------------- | --------------------------- | ------------ | -------- |
| Central Norte (S)                    | 2 - 1     | Juventud Unida (G)   | Padre Ernesto Martearena    | 14 de agosto | 15:00    |
| Chaco For Ever                       | 2 - 1     | Boca Unidos          | Juan Alberto García         | 14 de agosto | 16:00    |
| Unión (S)                            | 3 - 2     | Sarmiento (R)        | De la Avenida               | 15 de agosto | 15:00    |
| Crucero del Norte                    | 2 - 1     | Gimnasia y Tiro (S)  | Comandante Andrés Guacurarí | 15 de agosto | 15:00    |
| Racing (C)                           | 0 - 0     | Sportivo Las Parejas | Miguel Sancho               | 15 de agosto | 15:00    |
| Defensores de Belgrano (VR)          | 1 - 2     | Sportivo Belgrano    | Salomón Boeseldín           | 15 de agosto | 15:30    |
| Gimnasia y Esgrima (CdU)             | 1 - 0     | Douglas Haig         | Manuel y Ramón Núñez        | 15 de agosto | 15:30    |
| Libre: Defensores de Pronunciamiento |           |                      |                             |              |          |

| Fecha 18                      | Fecha 18  | Fecha 18                    | Fecha 18             | Fecha 18     | Fecha 18 |
| Local                         | Resultado | Visitante                   | Estadio              | Fecha        | Hora     |
| ----------------------------- | --------- | --------------------------- | -------------------- | ------------ | -------- |
| Sportivo Las Parejas          | 0 - 1     | Gimnasia y Esgrima (CdU)    | 4 de Septiembre      | 20 de agosto | 20:30    |
| Juventud Unida (G)            | 0 - 0     | Chaco For Ever              | De los Eucaliptos    | 21 de agosto | 15:00    |
| Sarmiento (R)                 | 3 - 1     | Crucero del Norte           | Centenario           | 21 de agosto | 15:30    |
| Gimnasia y Tiro (S)           | 1 - 0     | Central Norte (S)           | El Gigante del Norte | 21 de agosto | 15:30    |
| Defensores de Pronunciamiento | 3 - 2     | Defensores de Belgrano (VR) | Delio Cardozo        | 21 de agosto | 15:30    |
| Sportivo Belgrano             | 0 - 2     | Unión (S)                   | Oscar Carlos Boero   | 21 de agosto | 16:00    |
| Boca Unidos                   | 2 - 1     | Racing (C)                  | Leoncio Benítez      | 21 de agosto | 16:00    |
| Libre: Douglas Haig           |           |                             |                      |              |          |

| Fecha 19                           | Fecha 19  | Fecha 19                      | Fecha 19                    | Fecha 19     | Fecha 19 |
| Local                              | Resultado | Visitante                     | Estadio                     | Fecha        | Hora     |
| ---------------------------------- | --------- | ----------------------------- | --------------------------- | ------------ | -------- |
| Racing (C)                         | 2 - 0     | Juventud Unida (G)            | Miguel Sancho               | 25 de agosto | 15:00    |
| Central Norte (S)                  | 3 - 0     | Sarmiento (R)                 | Padre Ernesto Martearena    | 25 de agosto | 15:00    |
| Crucero del Norte                  | 0 - 0     | Sportivo Belgrano             | Comandante Andrés Guacurarí | 25 de agosto | 15:00    |
| Douglas Haig                       | 1 - 0     | Sportivo Las Parejas          | Miguel Morales              | 25 de agosto | 15:00    |
| Unión (S)                          | 2 - 1     | Defensores de Pronunciamiento | De la Avenida               | 25 de agosto | 15:30    |
| Gimnasia y Esgrima (CdU)           | 2 - 2     | Boca Unidos                   | Manuel y Ramón Núñez        | 25 de agosto | 15:30    |
| Chaco For Ever                     | 0 - 1     | Gimnasia y Tiro (S)           | Juan Alberto García         | 25 de agosto | 16:00    |
| Libre: Defensores de Belgrano (VR) |           |                               |                             |              |          |

| Fecha 20                      | Fecha 20  | Fecha 20                 | Fecha 20             | Fecha 20     | Fecha 20 |
| Local                         | Resultado | Visitante                | Estadio              | Fecha        | Hora     |
| ----------------------------- | --------- | ------------------------ | -------------------- | ------------ | -------- |
| Juventud Unida (G)            | 4 - 2     | Gimnasia y Esgrima (CdU) | De los Eucaliptos    | 29 de agosto | 15:00    |
| Sarmiento (R)                 | 1 - 1     | Chaco For Ever           | Centenario           | 29 de agosto | 15:00    |
| Gimnasia y Tiro (S)           | 0 - 0     | Racing (C)               | El Gigante del Norte | 29 de agosto | 15:30    |
| Defensores de Pronunciamiento | 1 - 1     | Crucero del Norte        | Delio Cardozo        | 29 de agosto | 15:30    |
| Sportivo Belgrano             | 0 - 2     | Central Norte (S)        | Oscar Carlos Boero   | 29 de agosto | 16:00    |
| Defensores de Belgrano (VR)   | 0 - 0     | Unión (S)                | Salomón Boeseldín    | 29 de agosto | 16:00    |
| Boca Unidos                   | 1 - 0     | Douglas Haig             | Leoncio Benítez      | 30 de agosto | 16:00    |
| Libre: Sportivo Las Parejas   |           |                          |                      |              |          |

| Fecha 21                 | Fecha 21  | Fecha 21                      | Fecha 21                    | Fecha 21        | Fecha 21 |
| Local                    | Resultado | Visitante                     | Estadio                     | Fecha           | Hora     |
| ------------------------ | --------- | ----------------------------- | --------------------------- | --------------- | -------- |
| Gimnasia y Esgrima (CdU) | 0 - 1     | Gimnasia y Tiro (S)           | Manuel y Ramón Núñez        | 4 de septiembre | 16:00    |
| Crucero del Norte        | 1 - 1     | Defensores de Belgrano (VR)   | Comandante Andrés Guacurarí | 5 de septiembre | 11:00    |
| Douglas Haig             | 0 - 1     | Juventud Unida (G)            | Miguel Morales              | 5 de septiembre | 11:00    |
| Racing (C)               | 3 - 2     | Sarmiento (R)                 | Miguel Sancho               | 5 de septiembre | 11:30    |
| Sportivo Las Parejas     | 1 - 1     | Boca Unidos                   | 4 de Septiembre             | 5 de septiembre | 11:30    |
| Chaco For Ever           | 2 - 0     | Sportivo Belgrano             | Juan Alberto García         | 5 de septiembre | 18:30    |
| Central Norte (S)        | 2 - 0     | Defensores de Pronunciamiento | Padre Ernesto Martearena    | 5 de septiembre | 19:00    |
| Libre: Unión (S)         |           |                               |                             |                 |          |

| Fecha 22                      | Fecha 22  | Fecha 22                 | Fecha 22             | Fecha 22         | Fecha 22 |
| Local                         | Resultado | Visitante                | Estadio              | Fecha            | Hora     |
| ----------------------------- | --------- | ------------------------ | -------------------- | ---------------- | -------- |
| Juventud Unida (G)            | 1 - 0     | Sportivo Las Parejas     | De los Eucaliptos    | 10 de septiembre | 15:00    |
| Gimnasia y Tiro (S)           | 4 - 2     | Douglas Haig             | El Gigante del Norte | 10 de septiembre | 15:00    |
| Defensores de Pronunciamiento | 0 - 2     | Chaco For Ever           | Delio Cardozo        | 10 de septiembre | 15:30    |
| Defensores de Belgrano (VR)   | 2 - 0     | Central Norte (S)        | Salomón Boeseldín    | 10 de septiembre | 16:00    |
| Sarmiento (R)                 | 0 - 0     | Gimnasia y Esgrima (CdU) | Centenario           | 10 de septiembre | 19:00    |
| Sportivo Belgrano             | 1 - 1     | Racing (C)               | Oscar Carlos Boero   | 10 de septiembre | 20:30    |
| Unión (S)                     | 1 - 0     | Crucero del Norte        | De la Avenida        | 10 de septiembre | 20:30    |
| Libre: Boca Unidos            |           |                          |                      |                  |          |

| Fecha 23                 | Fecha 23  | Fecha 23                      | Fecha 23                 | Fecha 23         | Fecha 23 |
| Local                    | Resultado | Visitante                     | Estadio                  | Fecha            | Hora     |
| ------------------------ | --------- | ----------------------------- | ------------------------ | ---------------- | -------- |
| Gimnasia y Esgrima (CdU) | 1 - 2     | Sportivo Belgrano             | Manuel y Ramón Núñez     | 18 de septiembre | 16:00    |
| Chaco For Ever           | 0 - 0     | Defensores de Belgrano (VR)   | Juan Alberto García      | 18 de septiembre | 18:00    |
| Racing (C)               | 3 - 2     | Defensores de Pronunciamiento | Miguel Sancho            | 19 de septiembre | 15:00    |
| Douglas Haig             | 2 - 1     | Sarmiento (R)                 | Miguel Morales           | 19 de septiembre | 15:00    |
| Sportivo Las Parejas     | 1 - 1     | Gimnasia y Tiro (S)           | 4 de Septiembre          | 19 de septiembre | 15:00    |
| Central Norte (S)        | 3 - 2     | Unión (S)                     | Padre Ernesto Martearena | 19 de septiembre |          |
| Boca Unidos              | 3 - 0     | Juventud Unida (G)            | Leoncio Benítez          | 19 de septiembre | 16:00    |
| Libre: Crucero del Norte |           |                               |                          |                  |          |

| Fecha 24                      | Fecha 24  | Fecha 24                 | Fecha 24                    | Fecha 24         | Fecha 24 |
| Local                         | Resultado | Visitante                | Estadio                     | Fecha            | Hora     |
| ----------------------------- | --------- | ------------------------ | --------------------------- | ---------------- | -------- |
| Gimnasia y Tiro (S)           | 1 - 0     | Boca Unidos              | El Gigante del Norte        | 25 de septiembre | 15:30    |
| Sarmiento (R)                 | 1 - 3     | Sportivo Las Parejas     | Centenario                  | 25 de septiembre | 15:30    |
| Defensores de Pronunciamiento | 1 - 0     | Gimnasia y Esgrima (CdU) | Delio Cardozo               | 25 de septiembre | 15:30    |
| Crucero del Norte             | 0 - 0     | Central Norte (S)        | Comandante Andrés Guacurarí | 25 de septiembre | 15:30    |
| Sportivo Belgrano             | 0 - 1     | Douglas Haig             | Oscar Carlos Boero          | 25 de septiembre | 16:00    |
| Defensores de Belgrano (VR)   | 2 - 1     | Racing (C)               | Salomón Boeseldín           | 25 de septiembre | 16:00    |
| Unión (S)                     | 0 - 0     | Chaco For Ever           | De la Avenida               | 25 de septiembre | 16:30    |
| Libre: Juventud Unida (G)     |           |                          |                             |                  |          |

| Fecha 25                 | Fecha 25  | Fecha 25                      | Fecha 25             | Fecha 25         | Fecha 25 |
| Local                    | Resultado | Visitante                     | Estadio              | Fecha            | Hora     |
| ------------------------ | --------- | ----------------------------- | -------------------- | ---------------- | -------- |
| Racing (C)               | 5 - 1     | Unión (S)                     | Miguel Sancho        | 29 de septiembre | 15:00    |
| Douglas Haig             | 0 - 1     | Defensores de Pronunciamiento | Miguel Morales       | 29 de septiembre | 15:00    |
| Sportivo Las Parejas     | 1 - 0     | Sportivo Belgrano             | 4 de Septiembre      | 29 de septiembre | 15:00    |
| Gimnasia y Esgrima (CdU) | 2 - 1     | Defensores de Belgrano (VR)   | Manuel y Ramón Núñez | 29 de septiembre | 16:00    |
| Boca Unidos              | 1 - 1     | Sarmiento (R)                 | Leoncio Benítez      | 29 de septiembre | 16:00    |
| Juventud Unida (G)       | 1 - 0     | Gimnasia y Tiro (S)           | De los Eucaliptos    | 29 de septiembre | 16:00    |
| Chaco For Ever           | 1 - 0     | Crucero del Norte             | Juan Alberto García  | 29 de septiembre | 18:30    |
| Libre: Central Norte (S) |           |                               |                      |                  |          |

| Fecha 26                      | Fecha 26  | Fecha 26                 | Fecha 26                    | Fecha 26     | Fecha 26 |
| Local                         | Resultado | Visitante                | Estadio                     | Fecha        | Hora     |
| ----------------------------- | --------- | ------------------------ | --------------------------- | ------------ | -------- |
| Crucero del Norte             | 1 - 2     | Racing (C)               | Comandante Andrés Guacurarí | 3 de octubre | 11:00    |
| Unión (S)                     | 3 - 0     | Gimnasia y Esgrima (CdU) | De la Avenida               | 3 de octubre | 11:00    |
| Defensores de Belgrano (VR)   | 4 - 3     | Douglas Haig             | Salomón Boeseldín           | 3 de octubre | 15:00    |
| Defensores de Pronunciamiento | 2 - 1     | Sportivo Las Parejas     | Delio Cardozo               | 3 de octubre | 15:00    |
| Sarmiento (R)                 | 3 - 2     | Juventud Unida (G)       | Centenario                  | 3 de octubre | 15:00    |
| Central Norte (S)             | 2 - 0     | Chaco For Ever           | Padre Ernesto Martearena    | 3 de octubre | 15:00    |
| Sportivo Belgrano             | 2 - 0     | Boca Unidos              | Oscar Carlos Boero          | 3 de octubre | 19:30    |
| Libre: Gimnasia y Tiro (S)    |           |                          |                             |              |          |

| Fecha 27                 | Fecha 27  | Fecha 27                      | Fecha 27             | Fecha 27      | Fecha 27 |
| Local                    | Resultado | Visitante                     | Estadio              | Fecha         | Hora     |
| ------------------------ | --------- | ----------------------------- | -------------------- | ------------- | -------- |
| Gimnasia y Esgrima (CdU) | 1 - 1     | Crucero del Norte             | Manuel y Ramón Núñez | 8 de octubre  | 20:00    |
| Gimnasia y Tiro (S)      | 2 - 2     | Sarmiento (R)                 | El Gigante del Norte | 9 de octubre  | 15:30    |
| Sportivo Las Parejas     | 3 - 1     | Defensores de Belgrano (VR)   | 4 de Septiembre      | 10 de octubre | 11:00    |
| Boca Unidos              | 1 - 2     | Defensores de Pronunciamiento | Leoncio Benítez      | 10 de octubre | 11:00    |
| Racing (C)               | 1 - 1     | Central Norte (S)             | Miguel Sancho        | 10 de octubre | 15:00    |
| Douglas Haig             | 3 - 0     | Unión (S)                     | Miguel Morales       | 10 de octubre | 15:00    |
| Juventud Unida (G)       | 1 - 0     | Sportivo Belgrano             | De los Eucaliptos    | 10 de octubre | 15:00    |
| Libre: Chaco For Ever    |           |                               |                      |               |          |

| Fecha 28                      | Fecha 28  | Fecha 28                 | Fecha 28                    | Fecha 28      | Fecha 28 |
| Local                         | Resultado | Visitante                | Estadio                     | Fecha         | Hora     |
| ----------------------------- | --------- | ------------------------ | --------------------------- | ------------- | -------- |
| Crucero del Norte             | 0 - 0     | Douglas Haig             | Comandante Andrés Guacurarí | 16 de octubre | 15:00    |
| Defensores de Belgrano (VR)   | 1 - 0     | Boca Unidos              | Salomón Boeseldín           | 16 de octubre | 16:00    |
| Unión (S)                     | 1 - 2     | Sportivo Las Parejas     | De la Avenida               | 16 de octubre | 18:30    |
| Defensores de Pronunciamiento | 3 - 0     | Juventud Unida (G)       | Delio Cardozo               | 17 de octubre | 16:00    |
| Central Norte (S)             | 4 - 0     | Gimnasia y Esgrima (CdU) | Padre Ernesto Martearena    | 17 de octubre | 17:30    |
| Sportivo Belgrano             | 1 - 1     | Gimnasia y Tiro (S)      | Oscar Carlos Boero          | 17 de octubre | 18:00    |
| Chaco For Ever                | 0 - 0     | Racing (C)               | Juan Alberto García         | 17 de octubre | 18:30    |
| Libre: Sarmiento (R)          |           |                          |                             |               |          |

| Fecha 29                 | Fecha 29  | Fecha 29                      | Fecha 29             | Fecha 29      | Fecha 29 |
| Local                    | Resultado | Visitante                     | Estadio              | Fecha         | Hora     |
| ------------------------ | --------- | ----------------------------- | -------------------- | ------------- | -------- |
| Sportivo Las Parejas     | 3 - 1     | Crucero del Norte             | 4 de Septiembre      | 23 de octubre | 16:00    |
| Douglas Haig             | 0 - 0     | Central Norte (S)             | Miguel Morales       | 24 de octubre | 11:00    |
| Boca Unidos              | 5 - 1     | Unión (S)                     | Leoncio Benítez      | 24 de octubre | 16:00    |
| Juventud Unida (G)       | 1 - 1     | Defensores de Belgrano (VR)   | De los Eucaliptos    | 24 de octubre | 16:00    |
| Sarmiento (R)            | 1 - 0     | Sportivo Belgrano             | Centenario           | 24 de octubre | 16:00    |
| Gimnasia y Tiro (S)      | 1 - 0     | Defensores de Pronunciamiento | El Gigante del Norte | 24 de octubre | 16:30    |
| Gimnasia y Esgrima (CdU) | 1 - 3     | Chaco For Ever                | Manuel y Ramón Núñez | 24 de octubre | 19:00    |
| Libre: Racing (C)        |           |                               |                      |               |          |

| Fecha 30                      | Fecha 30  | Fecha 30                 | Fecha 30                    | Fecha 30      | Fecha 30 |
| Local                         | Resultado | Visitante                | Estadio                     | Fecha         | Hora     |
| ----------------------------- | --------- | ------------------------ | --------------------------- | ------------- | -------- |
| Defensores de Pronunciamiento | 1 - 2     | Sarmiento (R)            | Delio Cardozo               | 31 de octubre | 17:00    |
| Defensores de Belgrano (VR)   | 1 - 1     | Gimnasia y Tiro (S)      | Salomón Boeseldín           | 31 de octubre | 17:00    |
| Unión (S)                     | 0 - 1     | Juventud Unida (G)       | De la Avenida               | 31 de octubre | 17:00    |
| Crucero del Norte             | 1 - 1     | Boca Unidos              | Comandante Andrés Guacurarí | 31 de octubre | 17:00    |
| Racing (C)                    | 1 - 0     | Gimnasia y Esgrima (CdU) | Miguel Sancho               | 31 de octubre | 17:00    |
| Central Norte (S)             | 1 - 0     | Sportivo Las Parejas     | Padre Ernesto Martearena    | 31 de octubre | 18:00    |
| Chaco For Ever                | 1 - 0     | Douglas Haig             | Juan Alberto García         | 31 de octubre | 18:00    |
| Libre: Sportivo Belgrano      |           |                          |                             |               |          |

| 1. 2. |

## Etapa final
La disputaron a un solo partido, en estadio neutral, los ganadores de cada una de las zonas de la Etapa clasificatoria.
El ganador ascendió a la Primera Nacional y el perdedor pasó a la Segunda ronda de la Etapa eliminatoria.
| Partido                                                                | Partido   | Partido    | Partido     | Partido        | Partido |
| Equipo 1                                                               | Resultado | Equipo 2   | Estadio     | Fecha          | Hora    |
| ---------------------------------------------------------------------- | --------- | ---------- | ----------- | -------------- | ------- |
| Deportivo Madryn                                                       | 1 - 0     | Racing (C) | El Viaducto | 4 de noviembre | 17:00   |
| Deportivo Madryn se consagró campeón y ascendió a la Primera Nacional. |           |            |             |                |         |

## Etapa eliminatoria
Se jugó en cuatro rondas, por eliminación directa a un solo partido. En caso de empate se ejecutaron tiros desde el punto penal.

### Cuadro de desarrollo
|  | Primera ronda  | Primera ronda                | Primera ronda  |                              |       | Segunda ronda       | Segunda ronda   | Segunda ronda   |  |   | Tercera ronda       | Tercera ronda   | Tercera ronda   |  |   | Cuarta ronda        | Cuarta ronda   | Cuarta ronda   |  |
|  | 7 de noviembre | 7 de noviembre               | 7 de noviembre |                              |       | 21 de noviembre     | 21 de noviembre | 21 de noviembre |  |   | 28 de noviembre     | 28 de noviembre | 28 de noviembre |  |   | 5 de diciembre      | 5 de diciembre | 5 de diciembre |  |
|  |                |                              |                |                              |       |                     |                 |                 |  |   |                     |                 |                 |  |   |                     |                |                |  |
|  |                |                              |                |                              |       |                     |                 |                 |  |   |                     |                 |                 |  |   |                     |                |                |  |
|  | 2.º-B          | Gimnasia y Tiro (S)          | 2              |                              |       |                     |                 |                 |  |   |                     |                 |                 |  |   |                     |                |                |  |
|  | 2.º-B          | Gimnasia y Tiro (S)          | 2              |                              |       |                     |                 |                 |  |   |                     |                 |                 |  |   |                     |                |                |  |
|  | 8.º-A          | Villa Mitre                  | 1              |                              |       |                     |                 |                 |  |   |                     |                 |                 |  |   |                     |                |                |  |
|  | 8.º-A          | Villa Mitre                  | 1              |                              | 2     | Gimnasia y Tiro (S) | 3               |                 |  |   |                     |                 |                 |  |   |                     |                |                |  |
|  |                |                              |                |                              | 2     | Gimnasia y Tiro (S) | 3               |                 |  |   |                     |                 |                 |  |   |                     |                |                |  |
|  |                |                              | 7              | Defensores de Pronunciamento | 2     |                     |                 |                 |  |   |                     |                 |                 |  |   |                     |                |                |  |
|  | 4.º-A          | Sportivo Peñarol (C)         | 7              | Defensores de Pronunciamento | 2     | 2                   |                 |                 |  |   |                     |                 |                 |  |   |                     |                |                |  |
|  | 4.º-A          | Sportivo Peñarol (C)         |                |                              |       |                     |                 |                 |  |   |                     |                 |                 |  |   |                     |                |                |  |
|  | 6.º-B          | Defensores de Pronunciamento | 5              |                              |       |                     |                 |                 |  |   |                     |                 |                 |  |   |                     |                |                |  |
|  | 6.º-B          | Defensores de Pronunciamento | 5              |                              |       |                     |                 |                 |  | 2 | Gimnasia y Tiro (S) | 2               |                 |  |   |                     |                |                |  |
|  |                |                              |                |                              |       |                     |                 |                 |  | 2 | Gimnasia y Tiro (S) | 2               |                 |  |   |                     |                |                |  |
|  |                |                              | 3              | Central Norte (S)            | 1     |                     |                 |                 |  |   |                     |                 |                 |  |   |                     |                |                |  |
|  | 3.º-B          | Central Norte (S)            | 3              | Central Norte (S)            | 1     | 1                   |                 |                 |  |   |                     |                 |                 |  |   |                     |                |                |  |
|  | 3.º-B          | Central Norte (S)            |                |                              |       |                     |                 |                 |  |   |                     |                 |                 |  |   |                     |                |                |  |
|  | 7.º-A          | Juventud Unida Universitario | 0              |                              |       |                     |                 |                 |  |   |                     |                 |                 |  |   |                     |                |                |  |
|  | 7.º-A          | Juventud Unida Universitario | 0              |                              | 3     | Central Norte (S)   | 0 (5)           |                 |  |   |                     |                 |                 |  |   |                     |                |                |  |
|  |                |                              |                |                              | 3     | Central Norte (S)   | 0 (5)           |                 |  |   |                     |                 |                 |  |   |                     |                |                |  |
|  |                |                              | 6              | Olimpo                       | 0 (4) |                     |                 |                 |  |   |                     |                 |                 |  |   |                     |                |                |  |
|  | 5.º-A          | Olimpo                       | 6              | Olimpo                       | 0 (4) | 3                   |                 |                 |  |   |                     |                 |                 |  |   |                     |                |                |  |
|  | 5.º-A          | Olimpo                       |                |                              |       |                     |                 |                 |  |   |                     |                 |                 |  |   |                     |                |                |  |
|  | 5.º-B          | Sportivo Las Parejas         | 1              |                              |       |                     |                 |                 |  |   |                     |                 |                 |  |   |                     |                |                |  |
|  | 5.º-B          | Sportivo Las Parejas         | 1              |                              |       |                     |                 |                 |  |   |                     |                 |                 |  | 1 | Gimnasia y Tiro (S) | 0              |                |  |
|  |                |                              |                |                              |       |                     |                 |                 |  |   |                     |                 |                 |  | 1 | Gimnasia y Tiro (S) | 0              |                |  |
|  |                |                              | 2              | Chaco For Ever               | 1     |                     |                 |                 |  |   |                     |                 |                 |  |   |                     |                |                |  |
|  |                |                              | 2              | Chaco For Ever               | 1     |                     |                 |                 |  |   |                     |                 |                 |  |   |                     |                |                |  |
|  |                |                              |                |                              |       |                     |                 |                 |  |   |                     |                 |                 |  |   |                     |                |                |  |
|  |                |                              |                |                              |       |                     |                 |                 |  |   |                     |                 |                 |  |   |                     |                |                |  |
|  |                | 1                            | Racing (C)     | 2                            |       |                     |                 |                 |  |   |                     |                 |                 |  |   |                     |                |                |  |
|  |                |                              |                | 2                            |       |                     |                 |                 |  |   |                     |                 |                 |  |   |                     |                |                |  |
|  |                |                              | 8              | Defensores de Belgrano (VR)  | 0     |                     |                 |                 |  |   |                     |                 |                 |  |   |                     |                |                |  |
|  | 2.º-A          | Sol de Mayo                  | 8              | Defensores de Belgrano (VR)  | 0     | 2                   |                 |                 |  |   |                     |                 |                 |  |   |                     |                |                |  |
|  | 2.º-A          | Sol de Mayo                  |                |                              |       |                     |                 |                 |  |   |                     |                 |                 |  |   |                     |                |                |  |
|  | 8.º-B          | Defensores de Belgrano (VR)  | 4              |                              |       |                     |                 |                 |  |   |                     |                 |                 |  |   |                     |                |                |  |
|  | 8.º-B          | Defensores de Belgrano (VR)  | 4              |                              |       |                     |                 |                 |  | 1 | Racing (C)          | 1 (3)           |                 |  |   |                     |                |                |  |
|  |                |                              |                |                              |       |                     |                 |                 |  | 1 | Racing (C)          | 1 (3)           |                 |  |   |                     |                |                |  |
|  |                |                              | 4              | Chaco For Ever               | 1 (4) |                     |                 |                 |  |   |                     |                 |                 |  |   |                     |                |                |  |
|  | 3.º-A          | Cipolletti                   | 4              | Chaco For Ever               | 1 (4) | 1                   |                 |                 |  |   |                     |                 |                 |  |   |                     |                |                |  |
|  | 3.º-A          | Cipolletti                   |                |                              |       |                     |                 |                 |  |   |                     |                 |                 |  |   |                     |                |                |  |
|  | 7.º-B          | Juventud Unida (G)           | 0              |                              |       |                     |                 |                 |  |   |                     |                 |                 |  |   |                     |                |                |  |
|  | 7.º-B          | Juventud Unida (G)           | 0              |                              | 4     | Cipolletti          | 0 (3)           |                 |  |   |                     |                 |                 |  |   |                     |                |                |  |
|  |                |                              |                |                              | 4     | Cipolletti          | 0 (3)           |                 |  |   |                     |                 |                 |  |   |                     |                |                |  |
|  |                |                              | 5              | Chaco For Ever               | 0 (4) |                     |                 |                 |  |   |                     |                 |                 |  |   |                     |                |                |  |
|  | 4.º-B          | Chaco For Ever               | 5              | Chaco For Ever               | 0 (4) | 2                   |                 |                 |  |   |                     |                 |                 |  |   |                     |                |                |  |
|  | 4.º-B          | Chaco For Ever               |                |                              |       |                     |                 |                 |  |   |                     |                 |                 |  |   |                     |                |                |  |
|  | 6.º-A          | Independiente (C)            | 1              |                              |       |                     |                 |                 |  |   |                     |                 |                 |  |   |                     |                |                |  |
|  | 6.º-A          | Independiente (C)            | 1              |                              |       |                     |                 |                 |  |   |                     |                 |                 |  |   |                     |                |                |  |
|  |                |                              |                |                              |       |                     |                 |                 |  |   |                     |                 |                 |  |   |                     |                |                |  |

### Primera ronda
La jugaron los catorce equipos provenientes de la Etapa clasificatoria que ocuparon del segundo al octavo puesto de cada zona. Se enfrentaron, uno de cada zona, a partido único los mejor contra los peor ubicados, sucesivamente, en la cancha de los primeros (en el caso del enfrentamiento de los dos quintos puestos fue local el de mejor promedio). Los siete ganadores pasaron a la Segunda ronda.

#### Resultados
| Primera ronda        | Primera ronda | Primera ronda                | Primera ronda            | Primera ronda  | Primera ronda |
| Local                | Resultado     | Visitante                    | Estadio                  | Fecha          | Hora          |
| -------------------- | ------------- | ---------------------------- | ------------------------ | -------------- | ------------- |
| Gimnasia y Tiro (S)  | 2 - 1         | Villa Mitre                  | El Gigante del Norte     | 7 de noviembre | 16:15         |
| Olimpo               | 3 - 1         | Sportivo Las Parejas         | Roberto N. Carminatti    | 7 de noviembre | 16:30         |
| Sportivo Peñarol (C) | 2 - 5         | Defensores de Pronunciamento | Ramón Pablo Rojas        | 7 de noviembre | 16:30         |
| Sol de Mayo          | 2 - 4         | Defensores de Belgrano (VR)  | Sol de Mayo              | 7 de noviembre | 17:00         |
| Central Norte (S)    | 1 - 0         | Juventud Unida Universitario | Padre Ernesto Martearena | 7 de noviembre | 18:00         |
| Cipolletti           | 1 - 0         | Juventud Unida (G)           | La Visera de Cemento     | 7 de noviembre | 18:00         |
| Chaco For Ever       | 2 - 1         | Independiente (C)            | Juan Alberto García      | 7 de noviembre | 18:30         |

### Segunda ronda
La disputaron los siete ganadores de la ronda anterior y el perdedor de la Etapa final. Los equipos se ordenaron según su desempeño en la Etapa clasificatoria, teniendo en cuenta la posición ocupada y el promedio de puntos obtenidos. Se enfrentaron, sucesivamente, los mejor contra los peor ubicados, en cancha neutral. 

#### Tabla de ordenamiento
| Orden | Equipo                        | Pos. | Prom. |
| ----- | ----------------------------- | ---- | ----- |
| 1     | Racing (C)                    | 1.º  | -     |
| 2     | Gimnasia y Tiro (S)           | 2.º  | -     |
| 3     | Central Norte (S)             | 3.º  | 1,750 |
| 4     | Cipolletti                    | 3.º  | 1,633 |
| 5     | Chaco For Ever                | 4.º  | -     |
| 6     | Olimpo                        | 5.º  | -     |
| 7     | Defensores de Pronunciamiento | 6.º  | -     |
| 8     | Defensores de Belgrano (VR)   | 8.º  | -     |

#### Resultados
| Segunda ronda       | Segunda ronda | Segunda ronda                | Segunda ronda       | Segunda ronda   | Segunda ronda |
| Equipo 1            | Resultado     | Equipo 2                     | Estadio             | Fecha           | Hora          |
| ------------------- | ------------- | ---------------------------- | ------------------- | --------------- | ------------- |
| Racing (C)          | 2 - 0         | Defensores de Belgrano (VR)  | Nuevo Monumental    | 21 de noviembre | 17:00         |
| Gimnasia y Tiro (S) | 3 - 2         | Defensores de Pronunciamento | Juan Alberto García | 21 de noviembre | 17:00         |
| Central Norte (S)   | (5) 0 - 0 (4) | Olimpo                       | Juan Domingo Perón  | 21 de noviembre | 17:00         |
| Cipolletti          | (3) 0 - 0 (4) | Chaco For Ever               | Antonio Candini     | 21 de noviembre | 17:00         |

### Tercera ronda
La disputaron los cuatro ganadores de la ronda anterior. Los equipos se ordenaron según su desempeño en la Etapa clasificatoria, teniendo en cuenta la posición ocupada en su zona. Se enfrentaron, sucesivamente, los mejor contra los peor ubicados, en cancha neutral. Los ganadores pasaron a la final.

#### Tabla de ordenamiento
| Orden | Equipo              | Pos. |
| ----- | ------------------- | ---- |
| 1     | Racing (C)          | 1.º  |
| 2     | Gimnasia y Tiro (S) | 2.º  |
| 3     | Central Norte (S)   | 3.º  |
| 4     | Chaco For Ever      | 4.º  |

#### Resultados
| Tercera ronda       | Tercera ronda | Tercera ronda     | Tercera ronda                       | Tercera ronda   | Tercera ronda |
| Equipo 1            | Resultado     | Equipo 2          | Estadio                             | Fecha           | Hora          |
| ------------------- | ------------- | ----------------- | ----------------------------------- | --------------- | ------------- |
| Racing (C)          | (3) 1 - 1 (4) | Chaco For Ever    | Doctores José y Antonio Castiglione | 28 de noviembre | 18:00         |
| Gimnasia y Tiro (S) | 2 - 1         | Central Norte (S) | Padre Ernesto Martearena            | 28 de noviembre | 18:00         |

### Cuarta ronda
La disputaron los ganadores de las semifinales. Los equipos se ordenaron como en la ronda anterior y se enfrentaron en cancha neutral. El ganador obtuvo el segundo ascenso.

#### Tabla de ordenamiento
| Orden | Equipo              | Pos. |
| ----- | ------------------- | ---- |
| 1     | Gimnasia y Tiro (S) | 2.º  |
| 2     | Chaco For Ever      | 4.º  |

#### Resultado
| Cuarta ronda                                   | Cuarta ronda | Cuarta ronda   | Cuarta ronda                        | Cuarta ronda   | Cuarta ronda |
| Equipo 1                                       | Resultado    | Equipo 2       | Estadio                             | Fecha          | Hora         |
| ---------------------------------------------- | ------------ | -------------- | ----------------------------------- | -------------- | ------------ |
| Gimnasia y Tiro (S)                            | 0 - 1        | Chaco For Ever | Doctores José y Antonio Castiglione | 5 de diciembre | 18:00        |
| Chaco For Ever ascendió a la Primera Nacional. |              |                |                                     |                |              |

## Goleadores
| Jugador           | Equipo                      | Goles |
| ----------------- | --------------------------- | ----- |
| Bruno Nasta       | Huracán Las Heras           | 17    |
| Franco Coronel    | Defensores de Belgrano (VR) | 17    |
| Juan Pablo Zárate | Cipolletti                  | 17    |
| Diego Magno       | Central Norte (S)           | 15    |
| Martín Garnerone  | Racing (C)                  | 13    |